# 日本の消費税議論
日本の消費税議論（にほんのしょうひぜいぎろん）では、日本の消費税に関する議論について記述する。

## 制度の趣旨
この項では、現行制度の趣旨、沿革および問題点について述べる。

### 物品税と消費税
一般消費税導入以前には、奢侈品・贅沢品とみなされるものについて、個別消費税の一種である物品税が課されていたが、対象となる物品の範囲、税率、指定のタイミングなどをめぐって企業側から不公平感が指摘されることもあった（真に新しいカテゴリの商品のうちは対象にならず、法令の改正などを経るためにある程度普及してから課税対象になる。そのことが可処分所得が相対的に少ない世帯にとって新商品の入手をいっそう困難にする結果となるなど）。この問題は、広く財を対象にする消費税では生じにくい。しかし、物品税は贅沢品を中心に課税され、食品などの生活必需品は課税されなかったことから富の再分配にかなう利点も存在した。
物品税は、1988年の税制改革による消費税の導入に伴い、1989年4月1日に廃止された。

### 導入された理由
国家による税の再分配機能の視点から考えたとき、所得課税（法人税を含む）には所得の再分配機能、消費課税（酒税等を含む）には消費力の再分配機能、資産課税（固定資産税や相続税）には資産の再分配機能があるとされている。
財政学者の矢吹初は年金や生活保護等の社会保障制度は、消費力を再分配しているため、再分配機能の視点からは消費税が合致していると主張している。実際に社会保障制度が充実している欧州国家では消費税率が高いところが多い。現実問題としても日本は将来予想される少子高齢化にともない社会保障支出が高まることが分かっていたとされる。
また、シャウプ勧告以後から続いた所得税などの直接税中心の制度から、消費税のような年金生活高齢者や貯蓄生活者層などを含む幅広い各層からも広く薄く徴収することのできる間接税とのバランスが取れた税体系に変えるべきだという議論があった。概ねこれらの理由を中心とした議論から消費税が導入された。
経済学者の竹中平蔵は「法人税は企業の競争力を削ぐため引き上げられず、所得税もフロンティアの時代であり引き上げられない。つまり、消費税を上げるしかない」と指摘している。
消費税は元々は直間比率の是正という文脈で説明されてきたが、その後は社会保障→財政再建→被災地復興→世代間の公平な負担と変化している。
ウォール・ストリート・ジャーナル紙は、2014年4月からの消費税率8%の増税によって日本はG7諸国中唯一、所得税や法人税ではなく消費税を最大税収源とする国になると報じている。

### 資源配分の歪み
消費税の場合、消費に税を課すことにより、消費者が支払う価格は、企業のコストに消費税が上乗せされたものになる。消費価格と生産者価格のギャップをもたらす消費税は、資源配分に様々な歪みをもたらすとされている。
一方で、経済学者の原田泰は「消費税は、他の税と比べればGDPを引き下げる効果が小さい税である。ヨーロッパ諸国では付加価値税が広く採用されているのは、これが効率的な税だからである」と指摘している。
経済学者の飯田泰之は「消費税はとりっぱぐれが無く効率のいい税制であり、税収を安定させるという意味では必要である。給付付き税額控除やベーシックインカムという制度と同時でやるなら賛成である」と指摘している。

### 逆累進性
所得の多い人ほど高い税金を払う所得税と異なり、消費税は消費のみによって決まる税制であるため、所得が多い人も少ない人も消費額に対しては同じ税率となる。
エコノミストの永濱利廣は、消費税は収入が無い人でも消費する際に課税されるため、所得が低い人ほど負担感が大きくなると試算している。また永濱利廣は、直接税と社会保険料についても試算し、直接税は、所得の低い人ほど負担が少なく、所得がある人は負担が重い累進性が出るとしている。
消費税（売上税）は所得が少ないほど不利な税制（逆累進的税制）だという指摘がある。というのも所得の少ない人は貯蓄する余裕がなく、所得の多くの割合を消費に回してしまう傾向があるので、所得に対してはより高い割合で消費税を払わねばならなくなるからであるとされる。消費者の消費税負担の割合は、高所得者より低所得者の方が高い。
実際、利潤、利子、配当などの資本所得を得られる金融投資には消費税はかからないため、こうしたものに投資する余裕がある人（≒所得の多い人）ほど有利な（所得に対する税負担が少ない）税制となる。また貯蓄を切り崩して消費に回せばそこに消費税がかかるが、一生使われなかった貯蓄には（相続税は控除しきれない分に課されるが）消費税はかからないことも、消費税が、貯蓄から消費に回す額が相対的に多い人（≒所得の少ない人）に不利な税制と言われる原因である。
日本の事例では2002年の総務省「家計調査」にもとづく勤労者世帯の所得階級別消費税負担率と所得税負担率の計測によれば、所得がもっとも低い分類階層においては所得の2.8%にあたる消費税を負担しており、これは最高所得分類階層が2.1%であったことから逆進性の存在が確認できる。所得税については負担率が4%に対し最高所得階層では12%であり累進的である。またこの消費税率が10%に上昇した場合、年収1300万円世帯の消費税負担は4%程度、年収125万円では9%程度と逆進性が高まるとの試算もある。
この種の議論は一時点での所得を念頭にしていることが多く、少子化時代における税負担の衡平性を考えるさいにはとくに生涯所得に対する負担の公平性に気を配る必要があり、引退して勤労所得がない人の担税能力が勤労世帯より貧しいとは限らず、逆進性を一時点の所得水準で計測することには問題があるともいえる。特に、スポーツ選手など現役の短い期間だけ高所得となる場合にはこの問題が大きくなる。なお日本では、所得が非常に高い世帯では不動産や株式の譲渡所得や配当による所得の割合が高い傾向がある。不動産等の譲渡所得税率（20-39%住民税含む）あるいは株式等の譲渡所得・配当にかかる分離課税（10-20%住民税含む）は累進の上限税率より低いため、日本の所得税課税構造は年間所得が1億円超程度の階層の実質負担率がもっとも高くなっている。これをこえる階層では、不動産や株式の譲渡所得が中心となることから、年間所得の合計が増えるに従って負担率が下がっていく結果となっている。
消費税は公平性があるとする意見がある。経済学者の松原聡は「高所得者ほど支出が多いと考えれば、消費税は公平な税制である」と指摘している。経済学者の岩井克人は「消費税は、消費額に応じて負担するという意味での公平性があり、富裕層も多い引退世代からも徴収するという意味で世代間の公平性もある」と述べている。
また、消費税の逆進性は深刻ではないと主張する意見がある。経済学者の吉川洋は「社会保障は低所得者ほど給付が大きい。生涯にわたる所得でみれば消費税の逆進性は深刻ではない」と述べている。
消費税は公平性がないとする意見もある。森永卓郎は「低所得者からたくさん取っても、最終的にはその低所得者に多く分配されるから結果的によいと言いたいのであろうが、本来社会保障とは、所得の高い人から低い人に所得移転が行われていなければ、体をなさないものである」と指摘している。経済学者の高橋洋一は「消費税は、広く課税するため一人ひとりの負担度を正確に把握できない。消費税を財源として社会保障政策を行うとしても、負担と給付の関係が不明確である」と指摘している。経済学者の飯田泰之は「消費税は貧困層に負担が大きいため、本来ならもっと下げるべきであり、理想としてはなくていい」と指摘している。
経済学者の田中秀臣は「日本の場合、高齢者の投票率が圧倒的に高い。消費税増税というのは、高齢者の低負担という利益にかない、また不況のような将来不安があるときには、高齢者対策となる。これが世界でも珍しい補強の中での増税議論の実体である」と指摘している。
橋下徹は「消費税を所得再分配である社会保障に使うというのは、根本的に理論が間違っている。金持ちからお金を取って弱者に渡さないと。分配は所得税のほうを累進課税でやるべき。」としている。

### 複数税率
日本では2019年10月1日より、10%（標準税率）と8%（軽減税率）の2種類に移行した。これは1997年以来である。消費税は導入当初、自動車は6%の割増税率であった。
贅沢品か生活必需品かによって税率を変える多段階方式の消費税を導入する事で低所得者層の負担に配慮している国も多い。ただしこうした税制はどこからを贅沢品とみなしどこからを生活必需品とみなすかで議論が紛糾し、政治問題化する。という問題や、記帳申告実務に多大な労力を要するという問題もある。これらの事情から5%引き上げ時に多段階税率方式が見送られた経緯もある。

### インボイス
インボイス方式とは「課税事業者が発行するインボイスに記載された税額のみを控除することができる方式」であり、複数税率が導入されている欧州各国で採用されている。インボイスは、古くから国境を越える取引が盛んに行われてきたヨーロッパでは、商取引慣行として定着してきた。欧州連合の前身である欧州共同体において、1960年代後半より仕入税額控除を組み込んだ付加価値税システムを導入される際に、仕入税額を確認するのに最適な書類。
日本は消費税導入時に日本の取引慣行や納税義務者の事務負担に配慮するといった観点から、帳簿上の記録等に基づいて控除する「帳簿方式」が採用されていた。しかし、「帳簿方式は実態として十分に機能しているが、納税者自身が作成した帳簿を要件にして税額控除ができるというのは消費税制度に対する信頼性の点で疑問であるとの国民の声が大きい」との指摘があり、「帳簿の保存に加え、取引の相手方（第三者）が発行した請求書等という客観的な証拠書類の保存を仕入税額控除の要件とする方式」 である「請求書保存方式（日本型インボイス方式）」が導入されている。
欧州の付加価値税で導入されているインボイスを、日本の消費税方式においても導入を望む意見もある。日本はインボイス方式が導入されていないため、付加価値税の徴税の正確さが劣っている可能性が高いとの指摘があるが、必ずしもインボイス方式を導入したからといって消費税制度の正確性が向上するものではない。
1. 福祉財源も参照。

#### 欧州におけるインボイス制度の問題点
- コンプライアンス事務負担の増大 - 欧州では、インボイス制度を導入することによる「税務コンプライアンスコスト」の増大が、企業の生産性を著しく低下させているとの指摘がある[24]。
- 不正行為の横行 - インボイス自体が金券となるため、既にインボイスが導入されている欧州では、「偽造インボイス」や「インボイス飛ばし」等の不正な手口が横行し脱税行為が問題になっており[25]、ドイツでは消費税収の10%相当分が徴税漏れとなっているとの指摘もある[26]。

### 消費地課税主義
生産と消費は一対の取引として行われるものであるが、これらが国境をまたがる場合には、どの時点で課税するかによって、制度の趣旨が変化することになる。日本の現行制度は、生産時点で一旦課税したものを消費地課税主義に基づいて調整するものであるが、その過程で輸出企業に対して還付が行われることから、消費地課税主義に対して批判がなされることがある。なお、生産地課税に基づき輸出取引に課税した場合（輸出取引について仕入税額控除を認めない場合を含む）、輸入消費税はその課税根拠を失うことになる。
輸出入の実務を鑑みると、消費地課税主義の根拠となっている「国際的な価格競争力の確保」は、輸送コストや通関コストが存在しない前提になっている点には注意が必要である。実際、すべての輸入品に対して税関で徴収される「輸入課税（輸入消費税）」の課税標準は「関税課税価額（CIF価格）＋消費税以外の個別消費税（酒税等）＋関税額」で、CIF価格とは「Cost（免税された輸出用価格）＋Insurance（輸送保険料）＋Fright（輸送料）」であり、輸送コストはもちろん、輸出入業者が税関に提出する書類の作成（通関士という国家資格者が行う）および保税地域への持ち込みと引き取りといった実務が存在するのが現実である。そうした事情があるため「輸出を行うのは製造業者、輸入は輸入業者」であり、消費地課税主義が想定する「輸出は小売業者、輸入は消費者」は、まず成立していないと言えよう。
輸出事業者むけの消費税還付制度が一種の「補助金」に当たっており不公正だとの主張もしばしば見られる。たとえば税理士の湖東京至（元関東学院大学法科大学院教授）は平成18年度予算を元に、消費税全体の税収が地方消費税を入れて5%で計算すると約13兆円。そのうち約23%の3兆円が輸出企業に還付されていると試算しており、ジャーナリストの斎藤貴男や湖東京至は、消費税は輸出企業への補助金としての側面があり、日本経団連が消費税増税を主張する理由のひとつであると主張している。ちなみに国税庁統計年報によると、平成18(2006)年度の消費税の収納済額は13.3兆円（税関徴収の輸入消費税を除く）還付済額は3.6兆円（輸出還付以外の還付を含む）で、還付率は27%である。
消費税の納付税額＝売上税額－仕入税額（仕入先の売上税額）であるが、輸出取引は消費税法第七条(輸出免税等)で消費税を免除されており、売上税額は0％税率で0円となるから、納付税額は「０－仕入税額」になり、このマイナスになった仕入税額分の還付を受けられる。還付なので当然、消費税の納付は行われない（もっとも、還付以前に0％税率の時点で売上税額＝0であるが）。ここで注意が必要なのは、輸出免税は非課税でも問題ないはずだが、あえて「ゼロ税率」で運用されている点である。非課税は「売上税額が存在しない」ので「仕入税額の還付」が行えない。しかし「ゼロ税率」であれば「仕入税額の還付」が可能である。
国内取引の場合は売上＞仕入である限り、消費税の納付税額が（利益ゼロの赤字でも）発生するので、片や納付、片や還付と、輸出企業が還付金を受け取ることへの批判がしばしば見られる。これを「まったくの的外れ」とする主張があるが、憲法84条「租税法律主義」によって「納税義務の発生」は「納税義務者に課税の対象が帰属した時」であるから、売手の対価（税込売上）に「税額」が発生するのであって、買手の支払代金に税額は存在しない。
仕入税額の還付（いわゆる輸出戻し税）は納付税額の計算結果ではあるが、その還付金は「営業外収益（雑収入）」であり、元の売上とは別の「新たな収益」である。政府から事業者への直接の援助金ではないので、WTO定義に従えば「補助金」とは言えないが「政府が金を出さない補助金」であるとは言える。なぜなら仕入税額とは「仕入税額控除」の仕組み上、仕入先に至る迄のすべての課税事業者の納付税額の合計であるから、その還付は「税務署を経由した富の移転」だからである。例えば、産業の裾野が広い自動車メーカーが輸出取引を行った場合、自動車メーカーが存在する管轄税務署が「赤字」になるケースがあるが、メーカーの仕入先が管轄外で広く納付を行っているためである。
輸出戻し税で損も得も生じていないという主張は「代金支払は税負担」が前提になっているが、これは、税が憲法84条「租税法律主義」に基づく租税債務（負債、ただし貸付無しの借金）で「反対給付無し（徴収されるのみ）」、代金は売買契約に基づく等価交換で「反対給付有り」という「お金を渡す相手と理由」が違う点を無視しているので、注意が必要である。買手の輸出業者は、売手の仕入先に「仕入代金の支払」は行っているが、その代金に「税額は存在しない」なぜなら、買手は消費税の「納税義務者（租税債務者＝課税対象者）」ではないので、税額は発生しようがないからである。

## 制度上の諸議論
この項では、課税技術上の諸議論について述べる。

### 益税問題
消費税は間接税であるため、実際の取引と納税処理との間に差異があると、制度の趣旨に反する形で事業者が利益を得ることがある。このことは益税問題と呼ばれる。益税問題には、免税点制度、簡易課税制度、95%ルールなどがある。
経済学者の八田達夫は「日本の消費税は自営業者に『追い銭』を与えており、消費税が上げるほどクロヨン問題は悪化する。クロヨン問題の解決には徴税体制の整備が不可欠である」と指摘している。
しかし、消費税法第5条1項は、事業者（個人事業主及び法人）に対して、消費税の納税義務（租税債務）を課している。そして、納税義務が発生するのは「納税義務者に課税の対象が帰属した時」である。最終消費者の権利義務関係に関しては、消費税法上、規定が設けられていないことから、「国と最終消費者」及び「事業者と最終消費者」との間には、消費税法上、何らの租税法律関係も存在しない。事業者は、国との関係において、他に納税義務者が存在し、自らは納付義務のみを負うという関係にはない。この消費税の納税義務者を巡っては、税制改革法11条（消費税の円滑かつ適正な転嫁）の規定を根拠に、事業者は単なる徴収義務者であり、納税義務者は消費者であるとの主張が裁判で争われ、判例である東京地裁平成2年3月26日判決（判例時報1344号115頁）では、「消費者は消費税の実質的負担者であるが、納税義務者であるとはいえず、したがって、消費者が事業者に対して支払う消費税分は、あくまで商品や役務の提供に対する対価の一部としての性格しか有しておらず、事業者が当該消費税分につき過不足なく国庫に納付する義務を消費者に対する関係で負う者ではない」旨が判示されている。
田中治教授（当時大阪府立大学経済学部教授のち同志社大学法学部教授）は、「少なくとも消費税導入の初期の頃は、あたかも、消費者が納税義務者であるかのような錯覚が生じた。消費者が事業者に対して支払った消費税の一部が国庫に納入されない、という意味の益税論（今日もなお存続しているようであるが）は、法の根拠のない主張であって、相当ではない」と述べている。
財務省もこの判決を踏襲し、消費税は預かり税（益税）ではないと認めている。

#### 免税点制度
基準期間(事業期間の前々年度)における課税売上高（税抜き、輸出免税売上を含む）が1000万円以下（免税点売上高は当初3000万円であったが、2004年度から1000万円に引き下げられた）である事業者は、消費税の納税義務（租税債務）が免除される。小規模事業者の納税事務負担に配慮して設けられた制度である。
ただし、基準期間に免税事業者であった場合、免税事業者は消費税法第5条の納税義務者(課税対象者＝租税債務者)を第9条で免除され、売上に消費税を課されていないので、控除する消費税額そのものが存在せず、基準期間における売上高の全額が課税売上高となるので、注意が必要である。例えば基準期間に免税事業者で売上高が1100万円の場合、課税売上高も1100万円のため、事業期間は課税事業者となる。売上高1100万円には消費税率10％が課されているものとして、課税売上高は1000万円だから事業期間は免税事業者だと判断を誤って消費税の申告と納税を行わないと、後日、税務署から事業期間分の消費税と無申告加算税を課されることとなる。
免税事業者の売上に課されるべき消費税が存在するか否かについては、通称「張江訴訟」で最高裁まで争われて「存在しない」という判決が確定している。したがって、免税事業者にはいわゆる『益税』は存在しようが無い。第一審の判決で『国と国民との間の課税関係（納税義務の発生）は、納税義務者につき課税物件（課税の対象とされる物、行為又は事実）が帰属したときに成立するものである。』と論拠が示されている。この論拠に基づくと、一般に説明される「消費者から受け取った税額から、事業者が仕入先に支払った税額を差引いて納付する」という論理は成立しない。納税義務者（租税債務者）の「事業者（売手）」に「課税の対象」の「売上」が帰属した時に、納税義務（租税債務）が発生するからである。つまり、売手と買手の間で「消費税の授受は不可能」という事になる。
第一審 東京地方裁判所 平成9(行ウ)121、第二審 東京高等裁判所 平成11(行コ)52、第三審 最高裁判所第三小法廷 平成12(行ヒ)126
免税事業者の売上には消費税が存在しないため、免税事業者から仕入れた課税事業者は「仕入税額控除」が出来ず、必然的に免税事業者は取引から排除される。そこで国税庁は、消費税導入時に行政通達で「消費者や免税事業者からの仕入れ」でも「仕入税額控除を容認」した（具体的には「課税仕入れの相手方」に含めた）。
消費税法取扱通達の制定について(間消1－63) 昭和63(1988).12.30付 第11章 税額控除 第1節 仕入税額控除 第1款 通則 11-1-3（消費者等からの仕入れ）
消費税法基本通達の制定について 平成7.12.25付 第11章 仕入れに係る消費税額の控除 第1節 通則 11-1-3（課税仕入れの相手方の範囲）
上記の行政通達は、令和5(2023).10.1からのインボイス制度の導入に伴い、無効状態になっている。このため「免税事業者が取引から排除される」問題点が現実のものとなり、免税事業者はもちろん、課税事業者側もインボイス制度導入に伴う事務負担が増加した事もあって、インボイス制度の見直しや廃止を求める声が出てている。

#### 簡易課税制度
簡易課税制度は、課税売上高の一定割合を仕入れとみなして、事業者の事務処理上の煩雑さを除去することにより、納税事務負担を軽減するために設けられた制度である。免税点制度と同じく、小規模事業者の納税事務負担に配慮して設けられた制度であるが、「みなし仕入率」が高すぎることに対する批判が強い。2004年度から課税売上高（税抜き、輸出免税売上を含む。基準年度＝課税期間の前々年度の実績で判定）の上限が2億円以下→5000万円以下と引き下げられた。
売上高に、業種に応じたみなし仕入率を乗じて、簡易に税額を算出するもの。適用上限となる売上高は、5,000万円。通常納付する消費税額は、売上に係る消費税額から課税仕入に係る消費税額を控除して計算するが、基準期間における課税売上高が5000万円以下である事業者は、「みなし仕入率」を用いて仕入税額を計算することができる。そのため、みなし仕入率による仕入税額と実際の仕入税額との差額が発生する場合に、自らの利益（損失）となる。
ドイツ等においても簡易課税制度は存在し、みなし仕入率は損税が発生するように設定されている。簡易課税制度においては、帳簿等の保存が軽減されており、この浮いた経費と損税が相殺されるように調整されている。
日本のみなし仕入率
- 90% - 第1種事業：卸売業
- 80% - 第2種事業：小売業、農林水産業(食用)
- 70% - 第3種事業：農林水産業(食用以外)、鉱工業、建設業、水道光熱業、製造業
- 60% - 第4種事業：飲食店業、その他
- 50% - 第5種事業：金融及び保険業、運輸・通信業、サービス業
- 40% - 第6種事業：不動産業

※複数の種類の事業を営む場合は、原則として、事業の種類ごとに課税売上高を分類して計算することになる（この観点では、簡易課税事業者の一部は、既に複数税率を経験していたことになる。）。ただし、1種類の課税売上高が課税売上総額が75%以上の場合は、有利選択として最も高い「みなし仕入率」を適用することができる。それ以外の場合で、2種類の課税売上高が75%以上の場合は、有利選択として、その2種類の「みなし仕入率」を適用することができる。
非課税取引については消費税を課さないこととされており、また仕入税額（仮払消費税）のうち非課税売上に対応する部分については控除対象とならない。ただし、課税期間における課税売上高が5億円以下かつ課税売上割合が95%以上である事業者は、仕入税額を全額控除することができる。そのため、要件を満たす事業者が要件を満たさない事業者と同水準の価格を設定した場合、要件を満たす事業者は仕入税額相当額を自らの利益とすることができる。
なお、2012年度から課税売上高の制限（5億円以下）が設けられた。

#### 無形資産の輸入・国外からの役務提供
情報産業の発達に伴いこの種の取引が急速に拡大しているため、国内の事業者から不公平であるとの批判が強い。
消費税は、付加価値が生産された場所ではなく消費された場所に基づいて課されるものであるから、国外で生産され輸入される有形資産には消費税が課されている。しかし、2016年改正以前は、無形資産の輸入・海外からの役務提供に対しては消費税が課されていない ため、国外の事業者は消費税相当額を自らの利益とすることができるか、あるいは値引きの原資とすることで国内事業者との差別化を図ることができた。

### 非課税
先述の通り、一定の取引については消費税を課さないこととされており、また仕入税額のうち非課税売上に対応する部分については控除対象とならない。このことについて、事業者が消費者の負担を肩代わりする「損税問題」が発生していると主張されることがある。しかし、同種の取引について同種の課税がなされている以上、市場はそれを前提に構成されており、仕入税額は本体価格として消費者に転嫁されていると言える。従って、経済的実態は課税取引の場合とほとんど変わらない。
ただし、後述の社会保険との関連については留意する必要がある。

### 輸出免税
輸出売上等については消費税が免除される(消費税率0％で売上税額0円になる)が、輸出売上にかかる仕入税額は税額控除の対象となる。これは、付加価値が生産された場所ではなく消費された場所に基づいて課税するという目的に従ったものである。この結果、輸出取引を行う事業者については、消費税納税額が必ずマイナス仕入税額となり、マイナスとなった仕入税額を還付することとなる。
消費地課税主義を認めない立場からは、還付という現象を捉えて益税問題であると主張されることがある（消費地課税主義を参照）。

### 社会保険との関連
先述の通り、非課税自体は制度上の問題ではない。しかし、非課税取引のうち医療・介護など報酬額の定めがあるものについては仕入税額を直接消費者に転嫁することができず、仕入に際して負担した消費税は、診療報酬等を通して配分されることとなる。このため、消費税と診療報酬等との関連付けが不十分だと、医療機関等の経営が不安定になりかねない。
消費税導入時や増税時には、診療報酬には医療機関等が仕入れ時に負担する消費税分が反映（上乗せ）されている。消費者から消費税を取れないことによる「損税」を訴える医療関係者がよくいるが、実際は、得をしている医療機関も、損をしている医療機関もあるのが現実である。
現在の、診療報酬に仕入れの消費税分を上乗せする形では、個別の医療機関の控除対象外消費税の過不足は解決されないため、日本医師会は医療に関する税制要望を「病院においては軽減税率による課税取引に改める」方針を表明しており、四病院団体協議会（四病協）も「病院においては、保険診療に関する消費税を課税化し、補填の過不足問題を完全解消すべき」と国に要望している。

### 二重課税
狭義の消費税と個別消費税との間で二重課税が指摘されることがある。個別消費税には、狭義の消費税の課税標準に含まれるものと含まれないもの、従量税と従価税が存在するため、以下の3区分に分けて述べる（課税標準に含まれる従価税は存在しない）。なお、政策目的が異なる場合、ある消費行為に関して複数の税を課すことが必ずしも妥当でないとは言えないことに注意が必要である。

#### 課税標準に含まれる従量税
酒税、たばこ税、揮発油税、石油石炭税、石油ガス税などが該当する。個別消費税相当額についても狭義の消費税が課されるため、消費者から見れば一方の税率が変動すると乗法的に負担が変動することとなる。
ガソリンにはガソリン税（53.8円/L）がかかり、さらに加えて石油税（2.04円/L）、原油関税（0.17円/L）がかけられるが、それらを含めた販売価格に対して消費税がかかる。2004年7月21日の石油連盟発表資料では、本体価格に対する消費税が5700億円、石油諸税にかかる消費税が1800億円としている。

#### 課税標準に含まれない従量税
入湯税、ゴルフ場利用税、軽油引取税などが該当する。相互に独立しているため、問題を指摘されることは少ない。

#### 課税標準に含まれない従価税
新築家屋に係る不動産取得税、新車に係る自動車取得税が該当する（建設者・製造者が取得した場合にも課税されるため、流通税ではない。ただし中古物件・中古車に係るものは個別流通税にあたる）。狭義の消費税と同じく従価税であるため、消費者から見れば実質的な複数税率状態となっている。このうち自動車取得税については、消費税率の引き上げに伴い2017年4月に廃止された。

### 軽減税率の導入
日本では、食料品、衣類なども課税対象となっている。この点、低所得・低資産の家計に配慮する観点から軽減税率を導入すべきとの考え方がある。標準税率が15%台を超えている諸外国では食料品などについては軽減税率又は非課税が導入されている例が多い。他方、飲食サービス（レストランでの食事など）といわゆる持ち帰りとの区別をどのようにするかという問題がある。
政治学者の加藤淳子は2014年の第9回税制調査会議において「軽減税率の議論が日本でされるときには、ヨーロッパ諸国で軽減税率が使われているという話から必ず始まります」と前置きしながら、「ヨーロッパ諸国は政治的な理由で止めたくても止められないので続けていますが、他の国が消費税を導入するときは、軽減税率は絶対使わないようにとアドバイスしており、国際的に確実に望ましくない政策として広く知られています」と語った。
軽減税率は、所得が低いほど消費に占める生活必需品の割合が大きいことに着目した制度であるが、高所得者にも軽減税率が適用されるため、金額ベースでは絶対的な消費が大きい高所得者がより多くの恩恵を受けることとなる。このため、必ずしも富の再分配の観点から、好ましいとは言えないという批判がある。
税務大学校教授の論叢によると、軽減税率の「研究を通して学んだことは、食品等に対する軽減税率の導入がいかに問題を抱えた政策であるかということであった。」とし、3つの理由を挙げている。第一の理由は逆進性緩和効果の観点であり、高額所得者層により高額の軽減効果が及ぶため低所得者層の負担軽減効果はさほど期待できない。第二の理由は制度設計の困難性であり、軽減税率の対象とする範囲などの仕切りを合理的、公平に設定することは困難であり、多くの矛盾や混乱を生じさせかねない。欧州諸国では軽減税率が採用されているが、様々な問題や矛盾を抱えており、これらの国々から学ぶべきはむしろそうした歴史からの教訓ではないだろうか。第三の理由は、事業者のコストの増大や徴税コストの増大である。これら3つの理由により政策的配慮が必要であるにしても許容するべきではなく、「10%程度の税率の下では引き続き単一税率を維持すべきであると考える」としている。
経済学者の伊藤隆敏は、軽減税率を推進したのは一部の政治家だが、大多数の経済学者と多くの政治家は、「軽減税率には問題が多い。低所得者への財政的支援ということでは別の方法が効率的である」と考えている、として軽減税率をやめた方がいい理由として4点を挙げている。第一に、「そもそも消費税が逆進的というのは必ずしもあたらず、逆進性を緩和するための軽減税率が高所得層により多くの利得をもたらす」。第二に、逆進性の軽減の方法は、消費税率の軽減税率以外にも方法はある。第一所得階層（年間収入269万円未満）の人達に月額950円の所得補助をする方がよほど効率的である。第三に、軽減税率の導入で、失われる税収を取り戻すためには、将来より大きな消費税率の引き上げが必要になるとしている。第四に、軽減税率適用の「食品」の線引きが難しい。

#### 低所得者の負担の軽減
再配分効果も弱く、消費行動に歪みを与えるとする意見がある。
八田達夫は「食料品の消費税の非課税は、富裕層の外食や高級食材の消費を促してしまう。低所得者も、教育・住居・交通などに支出するため、食料品だけの非課税は所得の再配分として効果が無い」と指摘している。
経済学者の星岳雄は「軽減税率の適用は、高所得者により大きい金額を配る政策と同じで、所得の不公平感はむしろ増すだろう」としている。また、試算例を示し、高所得層にも低所得層にも同じ金額を給付した方が軽減税率導入より逆進性緩和効果が高いと指摘した。
経済学者の土居丈朗は「軽減税率は、格差是正につながらず、税収を減少させる。軽減税率導入で税収が失われる分、標準税率のさらなる引き上げが必要になる」と指摘している。
別の再分配政策を提案する声もある。
加藤淳子は2014年の内閣府の会合においては「逆進性への対応に軽減税率を用いることには強く反対する。逆進性には給付によって対応すべきである。軽減税率は弱者の保護に逆行する」と述べた。加藤は「ニュージーランドでは、EUの失敗に学び、軽減税率は設けず、付加価値税本来の安定した税収を確保し、EUより低い税率の維持に成功している」と述べ、「高所得層をも優遇する軽減税率を退けて得た税収を社会保障などへの給付に回した方が、低所得層を保護する」とした。
経済学者の大竹文雄は2014年の第9回税制調査会議においては、「軽減税率は逆進性対策として有効ではないと思います」と語り、理由として「高額所得者の方がより多くの減税の恩恵を受ける」とし、代案として「一律の定額給付の方がまだ軽減税率よりは再分配効果が高いと考えます」と語った。
高橋洋一は「所得の低い人の税負担を減らすためには、一定額の税額を控除する『給付付き税額控除』の方がよい」と指摘している。

#### 公平性
軽減税率の導入は公平性を損なうとする意見がある。
竹中平蔵は「低所得者への負担を解消する手段として、軽減税率が議論されているが、全所得階層の負担が軽減されるのでは本末転倒である」と指摘している。
経済学者の石弘光は「（消費税の）税率アップと軽減税率はどこの国でもワンセットである。軽減税率は中高所得者の税負担も軽くする」と指摘している。
池田信夫は、軽減税率について公明党などの論理では、「貧しい人でも食品などの必需品の消費量はあまり変わらないので、税率を軽減すべきだ」であるが、池田は「高所得層のほうが消費税の支払い額は多い。食品に軽減税率を適用すると、負担が大きく減るのは高所得層なのだ」とした。
東京財団の亀井善太郎は「高齢者までカバーできる消費税で社会保障費を賄う、という社会的合意があったはずなのに、それをひっくり返し、何のためにやるのかが見えなくなった」と批判し、軽減税率は各種の世論調査で6-7割の高支持率であるが、亀井は「新聞社の世論調査も誘導的。主権者が実際に何を望んでいるかに応えるのが政治なのに、与野党とも対応できないでいる。デモクラシーの危機だ」と警告した。

#### コスト
軽減税率は、他国の例で示されているように、事務コストが大きく、不正・脱税の温床となる傾向にあるという意見がある。
経済学者の伊藤元重は東京大学法学部、平成26年度の「経済学基礎」の講義において「どの品目を軽減税率とするかで圧力団体と揉めたり、また軽減税率を採用した時にかかる税務署職員の人件費が増えたりと、軽減税率導入によるコストと税収をプラス・マイナスしたらそれほど大きな税収にはならないのではないか」と述べている。
加藤淳子は「軽減税率は定額給付より不公平であり、しかもその運用に関わるコストは経済や社会保障を圧迫する」とし、「EUにおいて軽減税率の適用で生じる事務コストは、当初の予想をはるかに超え、それを補うために標準税率（軽減税率ではない通常の税率）は高騰した」と指摘している。また、ITの活用による徴税コスト削減も考えられるが、「問題となるコストの多くは、イートインと持ち帰りが可能な店の場合、どこまで外食かという例にみられるような線引きに関わり、こうした問題にITは無力であ」としている。

#### レントシーキング
軽減税率の導入は利権の温床となるとする意見がある。
高橋洋一は「軽減税率を導入する場合、その適用を巡って『レントシーキング』が横行し、利権が発生する」「軽減税率は、租税特別措置法と同じで利権の固まりになる。こうした利権の裏には、天下りがある」と指摘している。
池田信夫は、朝日新聞が社説で軽減税率に反対していたのにも係わらず新聞が軽減税率の適用対象になったことについて「社会が報道機関に求める使命を強く自覚したい」と書いたことに対して池田は、「軽減税率が望ましくないというのは、経済学者のほぼ100%のコンセンサスである。朝日もそう考えるなら、軽減税率を返上してはどうだろうか」とし、軽減税率は、「政府が新聞を『買収』するコストとしては安いものだ。2016年1月からの通常国会では野党が、矛盾だらけの軽減税率について激しく批判するだろうが、『賄賂』をもらった新聞は政府を批判できない」としている。
森信茂樹は、「公明党は消費税軽減税率の導入を最優先政策として打ち出している」とし、軽減税率の多くの問題点について、「それに一切触れず、減税になるからということで選挙公約に掲げるのは、究極のポピュリズム政治ではないか。新聞も業界として軽減税率を要求しており、そのデメリットについては（一部の新聞を除き）一切口をつぐんでいる。」としている。

#### 不要論
軽減税率の導入は根本的な問題の解決にならないとする意見がある。
伊藤元重は2014年の第9回税制調査会議においては、「私も軽減税率は反対で、合理的に考えればそのとおりだ」とし、「国民の7割から8割は軽減税率が必要だと考えています」と触れながら「今、経済学の世界では、行動経済学という考え方で、必ずしもみんな合理的に行動しない」ことが知られていると語った。
そもそも消費税自体がよくないとする意見がある。
岩本沙弓は「消費税は国内消費を減退させ、内需関連事業者から徴税するため国内景気を一気に冷やす。軽減税率の適用では根本的な問題の解決にはならない」と指摘している。
経済学者の宍戸駿太郎は、消費税そのものについて大国においては中小国より消費税増税のデフレ効果が大きいとし、「大国であるアメリカあるいは日本というのはデフレ効果が大きいために、これは余り適した税制ではない。特に軽減税率が入ると、結局税収入が目減りし、増税の割に徴税のコストも大きい。」と語った。

#### INFの主張
国際通貨基金（IMF）は「効率性を阻害し、事務コスト・行政管理コストを増大させ、恒久的な歳入損失をもたらす」と指摘し、低所得者対策は「低所得者層に対象を絞った補助金で対処されるべき」としている。
国際通貨基金の財政局長のビクトル・ガスパールは軽減税率の導入について「一般論として消費税の制度を効率的に運用するには税率は一つであることが望ましい」と否定的な考えを示した。

#### 政治家の主張
- 高市早苗は軽減税率による減収分について、「地方の減収はたいへん大きく、3000億円超となる。地方の社会保障の安定財源確保を」と語った[63]。
- 小泉進次郎は、新聞が軽減税率の対象となっていることについて「私は新聞が軽減税率対象っておかしいと思います。これテレビ・新聞はほとんど報じてくれないんですよね。消費増税を訴える新聞が、自分たちの消費増税を負担しないという事をあまり報じないっていうのはフェアじゃない。」「新聞の軽減税率反対だって言ってもね、なかなかテレビで報じてもらえないんですよ。新聞なんかほとんど書かないんですよ」「新聞が軽減税率の適用対象というのは、増税を訴えている新聞が軽減されるって筋通ってないですよね。他の業界で軽減税率を適用されるのは、食品を抜かせば新聞だけですよ。これおかしいと思いますよ。これはね、ずーっと訴えてきてるんです」等と語った[72]。聞き手の池上彰から「新聞社を敵に回しますね。」と問われると「これを敵に回すとしたら、新聞社のジャーナリズムってそんなもんなんだなと思いますね」と言い切った[72]。
- 立憲民主党代表の枝野幸男は、「問題は、軽減税率を取ったからとして低所得者に対する支援には必ずしもならない。お金持ちほど、その軽減税率分についても沢山使うという状況。しかも何故か新聞が入っているというおかしな話もある」など軽減税率の意義に疑問符をつけ、低所得者には相当額を給付する「戻し税」方式などを導入すべきだと主張した[73]。
- 国民民主党代表の玉木雄一郎は、ツイッターで「消費税の複数税率には反対だ」とし、「同じ品でもコンビニの中で食べれば10%持ち帰れば8%。家に届く新聞は8%駅で買えば10%電子版も10%。訳がわからない」とつづけ、「しかも逆進性対策にもならず税収には1兆円も穴があく。さらにインボイスを出せない免税事業者は取引から排除されるから中小零細企業の廃業促進税制になる」と問題点を指摘した[73]。さらに新聞の軽減税率について「自分たちだけお手盛りのメリットを受けて政権のヨイショ記事を書いて、一方で、国民みんな増税負担しろ? 財政再建が大切だ? 公平性も公正性もない、簡素でもない、税の基本原則に反する、こんなデタラメな複数税率、認めるわけにはいかない。ほんとデタラメ」とツイートした[73]。
- 自民党・衆議院議員の村上誠一郎は、「こういう荒っぽい方法を何回も続ければ、財政も金融も党も大変なことになってしまう」と述べた[63]。

#### 団体の主張
- 日本商工会議所会頭の三村明夫は、「消費税の制度に関して1点だけ申し上げれば、複数税率の導入については反対である。社会保障の財源を大きく失わせることから、あるいは給付の削減や消費税率の再引上げにつながるし、対象品目の線引きも困難である。中小零細企業に過度な事務負担を強いる、あるいは我々として転嫁が非常に難しいという問題もある。」と語った[59]。
- 日本労働組合総連合会会長の古賀伸明は、「低所得者対策としては、制度的に問題点の多い軽減税率ではなく、給付付き税額控除の導入を検討すべきだと思う。」とした[59]。

#### 作家の主張
- 三橋貴明は、それでも財務省が増税をしたがる理由は「増税と軽減税率のセット」によって、天下り先を確保するためだと述べている[74]。
- 作家の橘玲は「EU諸国など高率の消費税を課している国の多くで軽減税率が導入されていますが、政策を評価した経済学者らの結論は、『こんなバカなこと、やらなきゃよかった』です。」「すべての商取引に一律課税し、生活保護世帯や母子家庭など、家計が苦しいひとたちに一定額を給付した方がずっと効果的です。」とし、軽減税率の導入を強硬に主張する公明党について「なにを目的に日本の政治に関与しているのか疑問です。」とした[75]。

### 消費税の使途についての議論
インターネット上や実社会空間で、「消費税は何に使われているのか」「消費税は社会保障に使われていない（のでは）」という議論が多くみられる。
消費税法第１条第２項に、消費税の収入は地方交付税と社会保障給付と少子化対策に充てるものとすると定められている。
「大企業の減税に使われている」という意見がある。減税は歳入の話であり、消費税が何に使われるかは歳出の話である。
「輸出企業への還付金に使われている」という意見がある。そもそも消費税の還付金は納税額の計算結果である。計算結果がプラスなら納税、マイナスなら還付である。還付は歳出ではない。還付をして残ったものが税収である。
2025年5月頃「消費税収23兆円の内9兆円は輸出企業へ還付」という言説が世の中に多く出回ったが、不正確である。2025年4月9日衆議院財務金融委員会で、長谷川嘉一議員の質問に対し、青木孝徳 財務省主税局長が「令和５年度の決算で、全体の消費税の税収約23兆円に対して、還付金は8兆8000億（円）ほどございます」と答弁したため、「消費税税収23兆円の内9兆円は輸出企業へ還付」という言説がネット上で多く見かけられたが、青木主税局長の答弁にあるように、そもそも輸出に関するものだけを切り分けて申告されているわけではないので、「輸出企業へ」というのは誤りである。また「令和５年度決算の説明」の「消費税  決算額」 に「収入額　31,962,698　還付税額　8,870,440　差引歳入額　23,092,257　（単位　百万円）」とあるように、「消費税収23兆円の内」というのは事実関係に誤りがある。

## 消費税率引き上げに関する諸議論
この項では、消費税率の引き上げと関連事項について述べる。消費増税論の主な動機である日本の財政問題については、「日本の財政問題」を参照。

### 国際通貨基金（IMF）の見解
2010年5月、国際通貨基金は、日本の消費税率は2011年度以降に、景気回復にあわせた上で段階的に引き上げるべきであると提言している。日本の財政状態を改善するためであるとされる。2010年7月14日にもIMFは、日本へ消費増税を提言する発表を行っている。このときには、消費税率の目標値が具体的に示された。それは、税率15%を軸に14%から22%までを最高税率の選択肢とするものであった。この発表に伴い、一部報道などでは、日本の財務省の主張がIMFの提言に反映されているとみなす見解が示されている（国際通貨基金#日本とIMFの関係を参照）。
2012年1月30日、IMFは、日本が2015年までに消費税率を15%に引き上げることを提言した。日本の莫大な公的債務を減らすためであるとされる。この税率15%について、IMFのアヌープ・シン アジア太平洋局長は、「（日本の消費税率が）より他の国々の税率と沿うものになる」と述べている。
2013年8月5日、消費税率を2015年までに2倍に引き上げる日本の計画に対し、IMF理事らは総じて日本の消費税引き上げ計画を支持しているものの、一部の理事は成長に悪影響を及ぼす可能性について懸念を示している。
IMFの篠原尚之副専務理事は2014年の消費税率8%引き上げについて「大変結構でG20でも歓迎される」と評価している。

### 経済協力開発機構（OECD）の見解
2011年4月21日、経済協力開発機構（OECD）は2011年の対日審査報告書を発表し報告書で、日本の公的債務残高は一般政府ベースで対GDP比200%に達しているとして「財政健全化に向けた取り組みを加速することが必要」と指摘し、日本の「歳出削減の余地は限られており、消費税を中心とした包括的な税制改革を通じた歳入の増加が必要」としている。消費税率については「20%相当まで引き上げることが求められるかもしれない」と指摘している。
2013年7月8日、アンヘル・グリア事務総長は、日本が早期に財政再建を達成するため「消費税率を直ちに10%に引き上げるべきだ」「日本の法人税率は（世界的に）高く、消費税率は低い。消費税に引き上げ余地があるのは明白だ」と言及、東日本大震災の復興や、福島第一原子力発電所事故の対応で日本は税収増が必要だとし「もともと（個人的には）15%への引き上げを提案していた」と述べている。
2014年10月23日、IMFアジア太平洋局地域研究課の幹部は、日本は財政の信頼を維持するため、2015年の消費税引き上げを実施すべきとの認識を示し、「消費増税を進めることは非常に重要である」と述べた。
経済協力開発機構（OECD）は2019年4月15日、2019年の対日経済審査報告書を発表し、財政再建を提言した。赤字の続く「基礎的財政収支」を消費税だけで十分な水準に黒字化すると仮定した場合、税率20-26%への引き上げが将来的に必要になると試算。日本政府より厳しい予測を示し、他の税目を含む増税や歳出削減の具体的な計画を立てて実行するよう促した。OECDのグリア事務総長は東京都内で記者会見し「10月に予定されている8％から10％への消費税増税は不可欠だ」と述べ、さらに段階的に引き上げるよう提案した。

### 税収の試算
内閣府の試算（消費税率10%引き上げ）に対する見解がある。飯田泰之は「内閣府モデルでも、消費税増税によって所得税・法人税・地方税合わせて大体、7兆円減収になると出ている。13.5兆円の消費増税をして、大体6兆円の税収増。そもそも、13.5兆円も取れると思っていないが、仮に13.5兆円の負担増でも6兆円しかならず、それでも、13.5兆円の使途は決まっている。財政危機が深刻化しているのにどうするんだという話である」と指摘している。

### 税率
福祉財源も参照。
消費税は、税率何パーセント引き上げが必要となるかという試算がある。
- 10% - 経済学者のケネス・ロゴフは「将来、日本はヨーロッパの水準よりはるかに低い5%の消費税率を引き上げなければならなくなるだろう。ただ、長期の低成長が続く中で、増税が適切な選択かどうか疑問は残る」と指摘している[89]。
- 14% - 竹中平蔵は「日本は、最低でも消費税を段階的に最低でも14%にしなければならない。ヨーロッパ諸国の消費税は17-25%であり、14%という数字はそれほど高くない」と指摘している[90]。
- 15% - 岩田一政は、毎年1%ずつ税率を引き上げ税率15%にすべきであると提案している[91]。
- 20% - 経済学者の清家篤は「（消費税の）最終税率は先進国の相場からいうと、だいたい20%程度である」と述べている[92]。経済学者のアダム・ポーゼンは、日本政府は消費税率を20%まで引き上げる必要があるとしている[93]。ポーゼンは「財政を安定化させるための最善の選択は、消費税率を20%以上に引き上げることである。国会は消費税を6カ月ごとに0.5%ずつ引き上げ続けることにコミットすべきである」と指摘している[94]。
- 30% - 経済学者の小林慶一郎は「経済学者のシミュレーションでは、100年程度先まで財政を破綻させないようにするには段階的に消費税を引き上げ、ピーク時には30%以上が必要だとの研究もある。増税による税収は国債の利払いなどで国民に還元される。国が破綻するよりは国民が負担するコストが小さいと捉えられる」と述べている[95]。経済学者の池尾和人は「持続可能な財政の姿を考えれば、国民の負担は今よりも重くなり、支出はスリム化するしかない。消費税換算で30%ぐらいまで、すなわちあと25%の増税をすれば、プライマリーバランスの黒字を実現して、財政の持続可能性は回復できる」と述べている[96]。
- 32% - 経済学者・財務官僚の小黒一正は「財政を安定化、対GDPでの政府債務を発散させずに一定比率に安定化させるためには、消費税率は20%を超える。5年おきに段階的に消費税率を5%ずつ引き上げていき、ピーク時の税率を32%にしなければならない。これは年金給付などの削減などを前提としている。増税スケジュールを遅らせれば、若い世代・将来世代の負担が増す可能性がある」としている[97]。

税率を引き上げすぎることに関して懸念を示す意見がある。
竹中平蔵は「財政再建を社会保障改革なしに消費増税だけでカバーしようとすると、税率を30%以上にしなければならないという試算もあるが、これは現実的ではない」と指摘している。エコノミストのロバート・フェルドマンは「1%の消費税率引き上げで税収増効果を2.5兆円と見積もり、すべてを消費増税でカバーしようとすると消費税率は34%となるためハードルが高い」と指摘している。
安易に他国の税率を比較することに懸念を示す意見がある。
伊藤元重は「他国の消費税率は日本より高いので、日本も上げても構わないではあまりに乱暴な議論である。上げるとすればなぜ引き上げをしなくてはいけないのか、より細かく検討する必要がある」と述べている。
高橋洋一は「欧州が消費税に依存しているのは、人の移動の自由が確保されているからである。住所を定めて徴収する所得税・資産税などの直接税にあまり依存できない」と述べている。また、「消費税が高ければ財政が健全化されるわけではないのは、消費税が23%のギリシャを見ても明らかである」と述べている。
森永卓郎は「財務省の発表の『付加価値税率の国際比較』、いわゆる消費税率比較は標準税率で行っているが、食料品などは非課税という国も多い。これを補正すると日本の間接税の負担は決して低くはない」「日本の国全体の消費税収の割合は、消費税率25%のスウェーデンよりも高くなっている。標準税率だけを比較して消費税を上げるべきという議論は安易である」と述べている。
税率そのものは重要ではないとする意見がある。経済学者の浜田宏一は「日本の財政事情が、税率の低さによるものとは限らない」としている。浜田は「中長期的には消費税を上げざるをえない」と前置きしながら「税率を上げたからといって税収が増えるとは限らない」と述べている。

### 景気への影響
消費税増税の悪影響は、
1. 駆け込み需要による一時的な反動減（駆け込み需要とその反動減は、消費時期が異なるために起こる現象であり、通じてみるとプラスマイナスゼロになるとされている[108]）
2. 増税による可処分所得の低下による所得効果（実質所得の低下効果[109]、増税によって可処分所得が減少し、消費が減少することを「ケインズ効果」という[110]）、

の2つに大別できる。
イギリスでは1979年に、インフレ対策の一環として付加価値税（VAT）を8%から15%に引き上げたが、その後は景気後退を招いている。
消費税引き上げによる景気の影響に関して意見は分かれる。景気への影響は軽微だとする意見がある。
2013年4月12日、財務相の諮問機関である財政制度等審議会は財政制度分科会で、財政健全化に向けて消費税率の引き上げが必要だとの認識で一致し、分科会長の吉川洋東大教授は会合後の記者会見で「消費税を上げても経済全体がマイナスの影響を受けることはないとの考え方が総意である」と述べている。
エコノミストの安達誠司は「消費税率引き上げの経済に与えるネガティブな影響について、多くのエコノミストが根拠としているのは、1989年と1997年に実施された過去2回の消費増税の経験、及び欧州諸国の事例である。これらのケースにおいて、消費増税そのものが景気を大きく押し下げた明確な理由は見当たらない」と指摘している。
小黒一正は「消費税増税で景気が停滞すると危惧する人もいるが、その主張は税収増による将来不安の解消などのプラスの面を無視した話である。一時的なショックを除き、消費増税で景気停滞は起きない」と述べている。
経済学者の富田俊基は「消費税の引き上げだけで、景気が悪くなることはない。引き上げ前には需要を先食いする駆け込み需要があって、引き上げた直後は反動で経済成長率が悪くなるかもしれないが、全体をならして考える必要がある」と述べている。
岩井克人は「消費増税は、短期的には消費に対してマイナスとなるだろうが、法人税減税などと組み合わせれば、インパクトを最小限に抑えることができる」と述べている。
景気への影響はプラスになるとする意見がある。
「景気が悪い状態で増税をしたらさらにひどくなるのではないか」という議論について、土居丈朗は「消費税増税によって1997年に家計の消費が減少したという現象は観察されないという経済学の研究がある」「消費税が引き上げられるということが予告されれば、人々はできるだけ早めに買い物をしようとするのでデフレが止まる」「消費税増税を含む緊縮的な財政政策は、円安要因につながるということが経済学では知られているので、輸出が増え景気に対する影響は軽微で済む」と指摘している。
景気への影響は無視するべきだとする意見がある。
清家篤は「日本の財政はすでに危険領域に入っている。消費税を引き上げると景気にマイナスの影響はあるかもしれないが、仮に国債金利が上がるとそれでは済まされない。長期金利が暴騰すると単に景気が悪くなるというだけでなく、市場がクラッシュし財政が発散してしまう」と述べている。
土居丈朗は「（消費税）増税により後世に債務のツケを回さないようにした分だけ消費が減るのは、今を生きる世代が世代間の責任を全うするコストである」と指摘している。
エコノミストの岩田一政は「消費増税は短期的に見れば明らかに景気にマイナスの影響があるが、欧州では財政破綻が現実に起こっており、日本も潜在的にそのリスクを抱えている」と指摘している。
経済学者の小幡績は「当時（1997年）、消費税率引き上げが景気にマイナスに働いたことは間違いない。重要なことは、純粋に経済効果だけを考えれば、すべての税金は経済成長にマイナスという事実である。これを忘れて税制の議論を行なっているため、経済的な議論と政治的な議論が混同されている。1997年と同様、消費増税以外の要因で景気が悪化しても『消費増税が間違いだった』ということにされるからである。そうなれば、景気がありえないほどよくない限りは消費税率を上げるべきではないということになってしまい、今後、増税の機会は永遠に失われる」と述べている。
経済学者の野口悠紀雄は、2015年10月に予定されていた消費増税について「景気に関係なく上げるべきである。消費税が経済に悪影響を与えるのは当たり前であるが、増税しないと財政に対する信頼が失われ、金利が高騰する。その方が日本経済にとってはるかにダメージが大きい」と指摘していた。しかし、2014年12月に消費税再増税延期を決定した後も、長期金利は低水準の状態が続き、2016年2月には初めてマイナスを記録した。
景気への影響はマイナスになるとする意見がある。
経済学者の井堀利宏は「（消費税を）一度に上げると、駆け込み需要とその反動が起きる可能性が高い。特に耐久消費財は駆け込み需要とその反動が大きく、民間の経済活動に悪影響を与える」と述べている。
高橋洋一は「消費増税は、増税前に駆け込み需要をもたらし、増税後はその反動減とともに増税による可処分所得の減少を通じて需要の減退がある。駆け込み需要とその反動減は、ならしてみれば影響はないが、増税分の消費減少効果がある。それは『消費増税による需要減』である」としている。高橋は「消費増税すると景気が落ち込むのに、それをやらないと金利の高騰によって景気の腰が折れてしまう。この二つの意見が正しいとすると、消費増税はやるにしてもやらないにしても、景気が悪くなってしまうことになる」としている。また高橋は「政府・日銀の試算では、（消費）増税してもたっぷり財政支出も増やすので、景気は落ち込まないとなっている。民間シンクタンクでも、増税しても景気が落ちないという結論は、増税しても派手にバラマキをするという前提である。マクロでは税金を集めて政府がすべて配れば景気の影響はなくなるはずだが、政府が金を民間から吸い上げて政府が配るというのはまともではない方法である。具体的にいえば、消費税増税を負担する一般庶民が泣いて、減税や公共支出で潤う既得権者が得をするという不公平なものである。こうしたことをやると結局、経済成長はできなくなる」としている。
エコノミストの片岡剛士は「消費税増税は、増税前に駆け込み需要が生じる一方で、増税後に駆け込み需要分だけ反動減が生じるため民間消費支出・民間住宅投資に影響を与える。また、消費税増税分に対応した物価上昇によって実質所得が低下し総需要を減らす」と指摘している。また片岡は「消費税増税を行なうと、課税対象品目の価格が増税分だけ上昇する一方で、課税対象品目への需要が減少することで逆に価格が下落する効果もある」と指摘している。
浜田宏一は「（消費）増税して景気がよくなったという例はないし、増税しても歳入が増えるとは限らないというのが橋本政権のときに行った増税以来の答えである」「財務省は経済を刺激しても税収は増えないという試算している。税率を何%上げるかというようなことだけに終始している。消費増税についても消費が減ることを考慮していない」と指摘している。
高橋洋一は「1989年の消費税創設では、物品税を同時に廃止したので、消費増税の影響は中和されている」と指摘している。高橋は「エコノミストたちには、消費増税の影響が軽微と言いたい事情がある。多くのエコノミストは金融機関の子会社にいるが、親会社の金融機関は財務省に弱い。また、金融機関は、外為資金の運用・取扱、国債入札や財務省オペの対象、財務省の事実上の内部組織である国税庁・国税局と税務上のトラブルを避けたいため、財務省には弱い立場にある」と指摘している。
安達誠司は「消費税率引き上げは、ポリシーミックスを考えると、金融政策（量的金融緩和政策）に大きな負荷をかける」と指摘している。
2020年2月、増税対策でキャッシュレス決済ポイント還元や補助金を出したものの総務省によると2019年12月の消費支出は前年同月比-4.8%で3カ月連続減となった。

#### 景気に関する試算
消費税増税による景気後退も指摘される。コンピュータ上で再現した内閣府や民間シンクタンクによるいくつかの経済分析モデルにより、消費税増税をシミュレートしたところ、内閣府モデルのみは比較的軽度であるが、いずれのモデルでも消費は冷え込むとの結果が出ている。
消費税増税により可処分所得（手取り収入）が減少することを根拠に、個人消費支出が減少し消費財の市場が縮小し、経済成長率の低下やマイナス成長をもたらすとの主旨の説は正しい可能性が高く、政府や民間シンクタンクがGDPを押し下げる結果になると試算しており、特に民間シンクタンクによる試算では顕著な傾向が読み取れる。
2013年、内閣府は消費税の1%引き上げでGDPが約0.5%ポイント、300億ドル（約3兆円）減ると試算している。内閣府の短期日本経済計量モデルによると、3%の増税は実質GDPを0.9%減少させることになる。
2014年4月の消費税率8%引き上げ後、消費の冷え込みや駆け込み需要の反動減による景気の腰折れが懸念されているが、民間エコノミストの大半は「腰折れしない」との見解を示しており、増税後の2014年度の実質経済成長率は1.9-0%と予想している。民間エコノミスト41人の平均予測では、消費増税後の2014年4-6月期実質GDP成長率は前期比・年率で約5%落ち込むと予想され、最悪のケースではマイナス8%成長と試算、経済産業省の試算ではこれをはるかに超える大幅な落ち込みを示している。
小黒一正は「（消費）増税が成長率を低下させるとは限らない。1989年4月の消費税導入時（3%）と、1997年4月の増税（消費税率3%から5%）の2回の増税では、実質経済成長率のその後の動きが異なる。1997年の増税では、増税前後の1996年から1998年までの3年間で、実質経済成長率は2.6%（1996年）→1.6%（1997年）→マイナス2%（1998年）と推移し、一貫して低下しているが、1989年の消費税導入時、増税前の1988年から1989年にかけて、実質経済成長率は7.15%（1988年）から5.37%（1989年）と一時的に低下しているものの、増税後の1990年には5.57%に上昇している。1991年以降に実質経済成長率が急低下しているのは、バブル崩壊の影響である」と指摘している。
高橋洋一は「1989年4月（3%）、1997年4月（3%から5%）のいずれの消費税増税も、増税前後を比較すれば、成長率が低下している。それはGDPの大きな構成要素である消費が低下するからである。消費税増税前後2年間の平均で見ると、実質GDPでは1989年の増税前の6.2%が増税後に5.3%、1997年の増税前の2.5%が増税後に-0.8%へとそれぞれ低下し、低下幅はそれぞれ0.9%と3.3%となっている」と指摘している。
原田泰は「消費税1%で2.5兆円の増税なので、民間の所得を7.5兆円政府が吸い上げることになり、その6割すなわち4.5兆円の景気悪化効果があるだろう。これはGDPを1%程度引き下げることになる」と分析している。原田泰、大和総研は「消費税率の2%引き上げは、実質GDPを0.54%押し下げる」と試算している。
浜田宏一は「消費税の税率が2倍になると、社会的な損失は2倍ではなく、その2乗つまり4倍となる」と指摘している」
経済学者の宍戸駿太郎は、消費税増税3%が実施されると2015年から経済が縮小を始め、5年後にはGDPにマイナス5%の悪影響が出て、さらに10%まで消費税を引き上げた場合、マイナス幅は8.5%まで広がると予測しており、他の民間シンクタンクなどでも消費増税5年後のGDPに及ぼす影響はマイナス4-6%と試算している。宍戸は「政府の試算は新興国の財政再建用に使われる計量モデルがベースであり、成熟国にあてはめると誤った結果が出る」と指摘している。
実際の影響に関するデータが公表されている。
2014年8月13日、2014年4-6月期のGDPは前期比マイナス1.7%、年率換算マイナス6.8%となり、東日本大震災があった2011年1-3月期（前期比マイナス1.8%、年率換算マイナス6.9%）以来の大幅な落ち込みとなった。前回の消費増税時の1997年4-6月期（前期比マイナス0.9%、年率換算マイナス3.5%）と比べ落ち込みは大きく、1-3月の年率6.1%から6.8%のマイナスに転じ、大きな反動減となった。2014年12月8日、内閣府が発表した7-9月期のGDP（季節調整済み）改定値は、実質で前期比0.5%減、年率換算で1.9%減となり、速報値から下方修正された。
2015年1月13日、内閣府は報告書「日本経済2014-2015」を公表し、消費税増税に伴う物価上昇について「実質所得の減少をもたらし、恒久的に個人消費を抑制する効果を持つ」と指摘した。2014年4-6月期・7-9月期の消費押し下げ効果は、1兆円程度発生したとしている。

#### 1997年の消費税増税の影響
1997年の消費税増税のその後、税収全体は1997年には50兆円強あったところから、2011年には40兆円強というところまで約10兆円減った。1997年の消費税増税後、日本経済のデフレ不況が深刻化し、法人税や所得税が減ったため、税収は1997年の水準を一度も回復していない。1998年（平成10年）、1999年（平成11年）の所得税・法人税の税収減については、法人税（両年）・所得税（1999年（平成11年）のみ）の双方で減税が実施されているため、それによる減収分も含まれている。1997年の消費税引き上げで経済が一気に悪化し、橋本政権の責任が問われた。当時の首相であった橋本龍太郎は後に「私は平成9年から10年にかけて緊縮財政をやり、国民に迷惑をかけた。私の友人も自殺した。本当に国民に申し訳なかった。これを深くおわびしたい」「財政再建のタイミングを早まって経済低迷をもたらした」との自責の念も示している。
住宅着工件数は、消費税率引き上げ前の駆け込み需要が増加した1996年には、バブル期並みの164万戸まで拡大した一方で、1997年以降は駆け込み着工による反動・景気後退により、1997年は139万戸、1998年は120万戸、1999年は121万戸と急減している。
1997年の消費税増税の影響に関して様々な意見がある。景気への影響はマイナスとなったとする意見がある。
エコノミストのリック・カッツは当時の景気後退の71%は消費の3.5%縮小が招いたものだと見積もっている。
八田達夫は、1997年の消費税率引き上げが家計の資金制約に影響を与え、半耐久消費財・耐久消費財、住宅投資を下落させたとしている。
経済学者の浅田統一郎は「1996年から1997年にかけてインフレ率が1年間だけ約2%上昇したが、それは、橋本政権下で消費税が3%から5%へ引き上げられたことを反映しており、このことが、その後のデフレ不況の悪化を助長させてしまった」と指摘している。
森永卓郎は「1997年の5%への引き上げの際、それ以後、15年に及ぶデフレが続き、名目GDPが1997年の時点より55兆円、率にして11%落ちた。その間に、日本の株式市場の株価や不動産価格は半値になってしまった」と指摘している。
別の要因が大きいとする意見がある。
安達誠司は「1997年の日本は消費増税を実施後に大不況を経験し、その後15年超にも及ぶデフレのきっかけとなったが、これも消費増税が理由か否かは必ずしも明確ではない。多数の専門家は同年夏に発生したアジア通貨危機の影響の方がはるかに大きいと結論づけており、アジア通貨危機がなければ、1997年の消費増税も景気に影響を与えなかっただろうと考えている」と指摘している。
経済学者の中里透は消費が急激に落ち込んだのは、金融システム不安定化（北海道拓殖銀行と山一證券の破綻）が生じた1997年（平成9年）11月以降であって、消費や生産の動向をみるかぎりは、消費税率の引き上げがその後の景気の落ち込みの主要因になったとは考えにくく、金融システムの不安定化にともなう景況感の悪化が、1997年末から1998年にかけての不況の深刻化をもたらしたとしている。そして留意点として、消費税率の引き上げや特別減税の廃止等の負担増が将来にわたる家計の可処分所得を減少させる要因として認識され、消費抑制に影響した可能性があるとしている。よって消費税率引き上げは将来にわたる家計の可処分所得の減少要因として認識された可能性はあるものの、消費への影響は限定的であると指摘している。
竹中平蔵は「1995-1996年の日本経済は、一種のミニ・バブル状態であった。1997年の消費税率引き上げによって経済が悪化したという一部の指摘は誤りであり、ミニ・バブルの崩壊が原因である」と指摘している。
反論もある。元日銀審議委員の中原伸之は1997年以降の不況の原因について「『増税ではなくアジア通貨危機などの金融危機である』という人がいるがまったく逆である。そのようなリスクを予想しないで増税したことで、金融危機が来たときに日本経済はもろくもやられてしまった。それが引き金で山一証券などの大型倒産に発展した。国家経営も会社経営も、重要なのは不確実性に備えることである」と指摘している。
高橋洋一は「消費税だけの増税面だけではなく他の税・財政支出と総合的に見るべきであり、1997年の消費税引き上げを捉えて、それだけが景気悪化の要因というのは適切ではない。ただし、消費税増税が他の所得減税などで相殺されてネットでは増税でなかったとしても、その後のアジア危機などの経済変動で景気が悪化したのも事実である」「1997年の消費税増税では景気に影響がなかったという学者が多いが、それは『増税して政府が使ったから景気の落ち込みはなかった』というのをキモとしている。そんなまともじゃない方法をとったせいで、その後の経済成長が上手くできなくなった点を見落としている」「アジア危機の震源地である韓国は、たしかに危機時は景気が落ち込んだが、少し経つと回復している。一方、日本は回復していない」と指摘している。
経済学者の若田部昌澄は「橋本龍太郎内閣だった1997年に、消費財の引き上げなどによって、約9兆円の国民負担の増加があった。これはそのときのGDP比で約2%であり、その後の景気後退に影響を与えたとみられている」「あのとき（1997年度に実施した消費増税）に不況に陥ったのはアジア通貨危機が主因だという話になっているが、負担の増加が悪影響をもたらしたことを否定できる人は少ない」と指摘している。
税収への影響に関して様々意見がある。
浜田宏一は「橋本政権の消費税増税は税収アップの助けにならなかった」と指摘している」
片岡剛士は「消費税率引き上げの経済に与える影響について、1997年の経験を考えると、経済に与える影響は一時的かつ小さいものとは考えられず、かつ早期の消費税率引き上げは緩やかな回復基調にある日本経済を、再び失速させる可能性が高い。1997年に消費税率を引き上げた際には消費税収は増加したものの、景気悪化により所得税収および法人税収が減ることで全体の税収は減少している」と指摘している。
田中秀臣は「1997年の消費増税で起こったのは、名目GDPが減少するという不況であり、それに伴い、結局税収全体が減るという事だった」「財務省は『消費税を上げると、翌年の税収がガクンと減るという論者がいるが、その後は穏やかに回復していく』と言う。財務省は、全体の税収の変化を見ずに、消費税収の変化だけをとらえて、消費税を増税すれば、税収が上がると言っている」と指摘している。
森信茂樹は、竹中平蔵らが提唱する消費増税が歳入を増やすことはないとする説は間違っていると主張している。森信によれば、1997年の消費増税後の歳入が増加しなかった理由は、小渕内閣における減税（所得税・法人税）と小泉政権における財源の地方移譲が、消費増税による歳入の増加分を打ち消したからであるという。

#### 上げるタイミング
デフレ、及びそれに近い金融危機による信用収縮という大きな経済ショックから十分に立ち直る前に消費増税を断行した事例はほとんどない。
経済学者のポール・クルーグマンは、不景気である只中に増税を行えばデフレ・スパイラルを加速させると述べ、消費増税は財政拡張（雇用増を目的とした歳出の拡大）を行った後ですべきであると主張している。クルーグマンは、1998年の景気の落ち込みのきっかけは前年の消費増税にあったとみているが、経済が良い状態になったときに消費増税することには賛成している。また「2014年に8%、2015年に10%の消費税引き上げはタイミングが悪すぎる。いずれ上げなければいけないが、この時期に消費税を上げたら、消費が落ち込み、経済が悪化することは目に見えている。他国でショックが起きたときにはかなりきつく影響が波及する」と指摘している。
飯田泰之は「現在（2011年）の景況で消費税の即時増税をすることには大きな危険性が伴う」と指摘している。
浜田宏一は「「せっかく上がりかけた景気が（消費）増税でぽしゃってしまう例は、日本の歴史だけでなく世界の歴史にもある。ブレーキをかけて歳入（税収）の上昇が止まれば、消費税は率を上げただけで、何のためにもならない」「（景気が）心配なときは（税率を）1%ずつ、なだらかに上げていく」と指摘し「法人税を下げて消費税を上げていく方向にしないといけない」と、中長期的な消費税増税を主張している。
経済学者の岩田規久男は「まず（成長によって）税収を上げ、それでも財政が再建できないところを見極めてから消費税増税で遅くない」「デフレのまま消費税を上げても税収は増えない。そんな増税に意味がないことは、火を見るよりも明らかである」と述べている。
高橋洋一は、最も簡単な増税策とは「すごいインフレにして、経済が過熱してしまうので、『冷や水かけろ』ということで増税する」ことであると述べている。
片岡剛士は「消費税率引き上げというと、財政赤字抑制といった観点から消費税率引き上げの是非が報道されるが、消費税率引き上げの際のタイミングを失すると財政赤字がむしろ拡大する可能性もある。経済・財政・社会保障の一体的な改革を進めるために必要なのは、早急な増税策の実行といった手段の議論ではなく、デフレから早期脱却し、政府が掲げる成長シナリオを消費税増税下でも確保できる経済状況を達成することである。安易な増税議論ではなく、景気動向とのタイミングを考慮し経済成長との両立を図りつつ、現制度の問題点を改善するための税制や社会保障の検討こそが求められている」「消費税増税を強行したことが結局日本経済を冷やしデフレ脱却を遠のかせてしまうとすれば、恐らく今後消費税増税を行うことは絶望的となるだろう。むしろデフレからの完全脱却を優先して、名目経済成長率4%、実質経済成長率2%といった状況が確認できるまで消費税増税には踏み込まない方が賢明である」と指摘している。
消費税増税は急がなけれなならないとする意見がある。
小黒一正は「日本国債は95%が国内で消化されているから大丈夫」という趣旨の論が根強いことを指摘した上で、それは間違いであると主張し、消費税を5%に据え置いた場合は、近い将来に国債の国内消化が行き詰まることが想定できるとしている。また、イタリア公債の国内消化が過去10年間で8割から4割に低下したことを指摘し、「欧州危機は対岸の火事ではない」と述べている。
経済学者の伊藤隆敏は「財政再建は喫緊の課題だ。もはや日本の財政は危険水域に入っている。44兆円の財政赤字を、消費税に置き換えれば15-20%分である。現在（2010年）の5%の消費税率を20-25%に引き上げてようやく返せる莫大な額を、毎年将来世代から借りているわけである。借金は消費増税を遅らせれば遅らせるほど、雪だるま式にふくれ上がっていく。地道に増税で返済していくほかない」と指摘している。
伊藤元重は「消費税の引き上げのタイミングを遅らせると、国債市場に大きな影響が及ぶ可能性が出てくる。地方の金融機関は、預貸率が低く多くの国債を購入している。経済が混乱するようだとその影響は地方に特に強く及ぶ。また、地方経済は国の財政への依存度が大きいことからも、財政の混乱の影響は地方により大きく及ぶことになる」と指摘している。
井堀利宏は「毎年1%ずつ税率を上げていくのがよい。一度に上げようとすると『景気が回復していなければ駄目だ』などの政治的な抵抗で先延ばしになったり、不十分な税率のまま終わり、結果として機能しない恐れもある。景気動向と無関係に毎年上げることが大切である」と述べている。
明治大学公共政策大学院教授の田中秀明は「消費増税は、その影響の程度はともかく、経済にデフレ効果をもつ。経済に悪影響を与えるのに反対であれば、永遠に増税や財政再建などできない」と述べている。
土居丈朗は、2015年10月に予定されている消費税率10%への引き上げについて「消費税率を予定通りに引き上げなかった場合、国の信認の維持、社会保障制度を次世代に引き渡していくという責任、子育支援がまっとうできなくなる。その上、国債金利の急騰、金利上昇に伴う企業の資金繰り難、社会保障給付の抑制といった支障が国民生活に及ぶ可能性がある」と指摘している。

#### イギリスの例
イギリスは2010年1月と2011年1月に財政再建のために消費税増税したが景気低迷している。高橋洋一は「「イギリスはカーメン・ラインハートとケネス・ロゴフの論文の主張に沿って財政再建のために消費税を増税した結果、景気が低迷している。景気の腰を折るような消費増税はやるべきでない」と指摘している。
安達誠司は「イギリスは、2011年1月より、消費税率（VAT）を17.5%から20%に引き上げた。またそのほかに公務員数の49万人削減、年金支給年齢の引き上げ、公立学校の授業料の値上げ等の緊縮財政政策を断行した。消費税率引き上げ後、イギリスの実質経済成長率は徐々に低下し、2011年終盤にはほぼゼロ成長まで落ち込んだ。これは、消費税率引き上げをはじめとする一連の緊縮財政政策の影響だと考えられる。このような景気減速をうけて、イングランド銀行は断続的に量的金融緩和政策を拡大させていった。その後タイムラグはあったものの、イギリス経済は家計消費を中心に回復基調に戻った」と指摘している。

#### 対策についての議論
消費税増税の影響を緩和するための対策が提案されている。
ポール・クルーグマンは「急速に少子高齢化が進んでいる日本では、今後さらに所得税よりも消費税のほうが重要になってくることは確かである。そうした状況を踏まえれば、例えば、一定年収以下の所得税を減らすことを提案したい。収入が一定以上ある世帯は、消費税が上がっても消費が極端に減ることはないので、消費が落ち込むこともないだろう」と指摘している。
伊藤元重は「3年後からの消費税の引き上げであれば、それまでに駆け込み需要が期待できる。消費税を10%に引き上げれば12兆5000億円ほどの税収が見込める。その2年分程度、つまり25兆円を経済政策として将来の日本をよくするための投資に回す。これによって景気刺激策が期待される」と主張している。
原田泰は「消費税増税の効果を打ち消したいのであれば、減税しかない。増税して減税するなら財政赤字はたいして減らないがそれでは意味がない。また、増税して公共事業を増やすのも意味がない」と指摘している。中原伸之は「『消費増税で景気が落ち込むから補正予算を組め』という議論もあるが、右の手で取って左の手でばらまくだけの話なのでやるべきではない」と指摘している。
高橋洋一は対策として、消費減税（税率引き上げ分）、全品目の軽減税率（税率引き上げ分）の導入・適用、所得税減税、増税した分をすべて使い切るような減税・財政支出を挙げている。高橋は「消費税増税のマイナス効果を緩和するためには、金融政策と財政政策によるマクロ経済政策で景気対策をするしかない。消費税増税という財政政策は有効需要を減少させるため、減税・給付金などによる同じ財政政策で中和するのは正しいが、間違った増税には愚かな財政支出が必要になるのは皮肉である」「消費税を巻き上げておいて、それを国民にばら撒き、増税後の経済の落ち込みを少なくするというのは馬鹿げた話である。低所得者に1万円を配るといった『簡素な給付措置』など愚の骨頂である」と指摘している。
片岡剛士は「政府では5%の消費税増税による経済への悪影響を緩和するため3-5兆円の補正予算を打ち出すとの話だが、増税しつつ増税の悪影響を緩和するために歳出を増やすというのは、単に政府が使える金を増やすだけであって、そのことが逆に財政再建への信頼を毀損しかねない」「経済対策が必要というほど消費税増税の悪影響を懸念するのならば、悪影響を懸念しない増税幅での消費税増税を行なうか、予定どおり消費税増税を行なっても問題がない段階まで日本経済が回復するまで増税を先送りするのが筋であり、消費税増税ありきの5兆円経済対策はナンセンスである」「設備投資を刺激するために投資減税や法人税減税を行なったとしても、そもそも設備投資が増える環境にないため政府が想定する経済効果をもたらさないだろう。消費税増税が恒久的な性格をもつ以上、一時的な給付金や減税策で消費税増税の悪影響を十分に抑制するのは困難である」と指摘している。
片岡剛士、田中秀臣は「消費増税が恒久的な性格を持つため、一時的な給付金・減税で増税の悪影響を十分に和らげることは困難である」と指摘している。
浜田宏一は「金融緩和をせずに消費税率を上げれば、国民の実質上の所得が減りその結果、税収が減り、税収が減った結果、日本経済は破綻に向かう」と指摘している。
消費税増税の対策としての金融政策について、高橋洋一は「金融政策の効果は、タイムラグが大きく財政政策ほどに即効性はないため、短期的な景気変動の対応策としては力不足になってしまう」と指摘している。高橋は「（消費）増税なしの金融緩和と、増税してマイナス効果の中での金融緩和は明確に区別しなければいけない」と指摘している。

### 景気刺激策としての提案
経済学者の小野善康は「（消費）増税で税収が増えた分の一部は、借金の返済ではなく新たに人を雇うのに使った方が所得が増えて税収も増える」「増税で失業者に仕事を作り、家計に所得で戻す。増税されても、それが失業者に渡って消費されれば、マクロ経済学的には必ず就業者の所得増となって戻ってくる」と主張している。

### 消費増税の代替案
消費税の引き上げによる税収増以外の税収増の提案がある。

#### 成長率を上げる
成長率を上げるべきだとする意見がある。
高橋洋一は「財務省の試算では税収の弾性値（名目GDP1%増で税収が何%増えるかを示す数値）を1.1として、景気回復局面での税収増を低く計算している。過去15年間の税収弾性値は3-4くらいなので、名目成長率3%くらいだと、消費税増税なしでも、2016年度のプライマリー収支対名目GDPは1.4%程度に下がり、遅くとも2018年度までには赤字解消する」と述べている。
飯田泰之は「消費増税導入の前提条件『平成23年度から平成32年度までの平均において名目の経済成長率で3%程度かつ実質の経済成長率で2%程度』が達成できていれば、そもそも増税はいらなくなる」と指摘している。
竹中平蔵が示す財政再建策は、日本の名目経済成長率 を3-4%に上げることであるが、長期的には消費税の引き上げは不可避であるとの考えを示している。2013年には「自分は、今まで消費税率の引き上げに賛成したことはないし、消費税率を引き上げずに財政再建はできる」と述べている。

#### デフレからの脱却
デフレからの脱却が必要だとする意見がある。
三橋貴明は、デフレーションの国が増税すると実際に税収増とならないと指摘している。
浅田統一郎は「日本の国債累積問題の解決策は、デフレ不況からの脱却であり、消費税の増税ではない」と述べている。
飯田泰之は「財政再建を増税だけで達成することはできない。増税はむしろ税収の減少を通じて財政状況を悪化させる可能性がある。とくにデフレと、それによるゼロ金利状況において緊縮財政の景況への悪影響は大きい。財政状況の改善のためにではなく、将来の財政負担に対して消費税を充てるのは望ましいが、プライマリーバランスと将来の医療・年金支出を混同したままに、デフレという特殊状況を考慮せずに増税へと進もうとする方針はきわめて危うい」と指摘している。
森永卓郎は「景気が悪いときに消費税を上げてはならないというのは、経済政策の基本だ。増税よりも先行して取り組むべきなのが、デフレ脱却による自然増収である。このまま経済成長もせず、歳出削減のための改革も先送りにすれば、底に穴のあいたバケツに税金をつぎ込むことになり、財政赤字が増大し、再び増税への道を歩まざるを得なくなる」と指摘している「。
反論もある。小黒一正は「あの程度の消費増税では、デフレ脱却が成功した場合、金利が上昇し、利払費の増加に対応できなくなる」と述べている。

#### 歳出の抑制
歳出の抑制が必要だとする意見がある。
竹中平蔵は「抜本的な社会保障改革を行ない歳出を制御しない限り、消費税をいくら引き上げても財政は再建しない」と指摘している。竹中は「増税（消費税率の10%引き上げ）しても問題は解決しない。歳出をこのまま放っておくと、社会保障費が毎年1兆円ずつ増えていく。必要なのは歳出の抑制である」と指摘している。竹中は「現行（2014年）の社会保障制度を続けたら、消費税率を30%以上にしても財政が健全化しないことが、専門家の試算によって明らかになっている」と指摘している。
原田泰は、消費税増税より社会保障給付費の削減が必要であると主張している。原田は「20兆円の支出増に対して、消費税を5%上げても、1%で2.5兆円の税収とされているので12.5兆円の増収にしかならない。予算を使わないようにすることが一層大事である。高齢化による社会保障支出の増加はやむを得ないという反論があるが、2007年から2012年までに65歳以上の高齢者は12%しか増えていない。社会保障費は予算の3割であるから、全体の予算は0.3×12%で4%しか増えないはずである。児童手当の増額による歳出の増加は1.7兆円に過ぎない。なぜ20兆円も歳出が増えたのかをよく考えない限り、いくら増税しても財政再建など到底無理である」「なぜ20兆円も歳出が増加してしまったかと言えば、消費税増税に賛同してもらうために予算を配ったからである。膨らんだ歳出の穴を埋めるために消費税増税が必要になると納得してもらうためである。結局、歳出を20兆円膨らませて12.5兆円埋めるだけだ。財政赤字は増えてしまっている」「消費税をいくら上げても、税収が増加した分を使ってしまっては、いくら増税してもきりがない。財政再建のためには歳出を増やさないことが肝心だという認識に立たない限り、本当の意味で財政再建はできない」と指摘している。
野口悠紀雄は、日本の財政状況は極めて深刻であるので、消費増税だけで財政再建をすることは困難であると分析している。野口によれば、消費税率を10%に上げたとしても、10年ほどで国内での国債消化は行き詰まることになる。野口は、社会保障制度の抜本的な改革を実行することが必要であると述べている。
井堀利宏は「歳出を抑制できずこのままならば、消費税を25%に設定しないと維持できない」と述べている。
小野善康は「（消費）増税は必要であるが、同時に歳出削減して雇用を減らしたら逆効果となる」と述べている。

#### 相続税
相続税の増税が必要だとする意見がある。
経済学者の鈴木亘は「増税するにしても（消費税より）相続税の方がよい。今（2013年）は相続対象者100人のうち4人の割合でしか払っていないのを、もっと多くの人に払ってもらう。高齢者は残さず使おうと考えるため、景気への影響は少ない。今の年金は高齢者たちが支払った分よりも高い金額を戻し、コストは若い世代が負担しているが、この世代間不公平も解決する」と指摘している。

#### 所得税
所得税の増税が必要だとする意見がある。
竹中平蔵は「通常、普通の人が払う所得税は税率10%以下である。所得税全体で普通の人が占める比率は、イギリスで15%、ドイツ・、アメリカで30-40%であるが、日本は80%にもなる。つまり、ほとんどの人は税金を払っていない。高額所得者だけが高い税率を課せられ、所得税が空洞化している。普通の人にも所得税を払ってもらわないと税は成り立たないが、政治家はそう言えないから、なんでもかんでも消費税と言っているわけである。この欠陥をどう補えるかが非常に重要なポイントになる」と指摘している。
しかし、この考え方は高額所得者（富裕層）への現在の所得税の累進課税制度と税の再配分機能による格差是正の役割を否定するもので、日本での所得累進課税の最高税率が1974年に75%（8000万円以上）であったものが、1999年に37%（1800万円以上）まで下げられ、現在は2015年から45%（4000万円以上）に戻されているが、この間高額所得者（富裕層）は十分に優遇されてきた。そして所得税や法人税などの減収分が消費税増税で穴埋めされてきたという事実があり 、植草一秀などの有識者が指摘している 。

#### 金融所得に対する累進課税の適用
2016年現在、日本の所得税は累進課税であるが、実際は勤労による給与収入など以外は定率課税の分離課税が適用されて累進課税から外されている。特に国際為替や株式や債券や不動産などの金融の投機的取引によるキャピタル・ゲイン（価格変動の売買差益）への課税は所得税制度上は申告分離課税での譲渡所得や事業所得などがそれに適用されるが、それら分離課税適用の金融所得を含めた実質の所得税負担率が所得1億円程度を超えると逆に低下している事実があり 、その金融の投機的取引での莫大な金融所得が現在の超富裕層を生み出している主な要因である。よって、格差是正と財源創出のために所得税の金融所得の分離課税の廃止（総合課税化）などが日本の一部の有識者の間で議論、日本共産党などが政策導入を求めている。

#### 金融取引税、トービン税（通貨取引税）の導入
2020年に入り新型コロナウイルス感染症への経済対策に端を発した給付金の実施などでベーシックインカムなどの導入の機運が高まっており、その有望な財源案として金融取引（投機的短期取引）に超低率（1%以下程度）課税でも莫大な財源創出が見込める金融取引税やトービン税（通貨取引税）などが浮上しているが、その見込める莫大な税収によって恒久的な消費税廃止（0%）の実現も可能であるとされている。単純な試算では外国為替取引のみの課税（トービン税）の導入であってもおおよそ日本の年間為替取引高は40兆円×250日=1京円で税率を0.25%とすれば税収は25兆円で 、現在の最新の消費税収（10%へ増税後の）がそれとほぼ同額 であるのでそれで代替出来、金融取引税の導入ならば全ての金融取引が課税対象となるためもっと低率で済む。日本も含め米国やEUなど世界的に一部の有識者や政治家などの間で導入の議論が始まっている 。富裕層への直接的な高率の金融所得課税強化は抵抗が大きいが、この金融取引段階での課税は超低率の課税で導入の抵抗もはるかに少ないと考えられ、投機の抑制と格差是正にも貢献するメリットがある。しかし、この税の非導入国への投機的金融資本逃避などの懸念から効果を発揮させるためには全世界での協調導入（国際連帯税として）が必要である。

#### 環境税の導入
環境税の導入が必要だとする意見がある。
経済学者のジョセフ・E・スティグリッツは消費税は消費を冷やす「悪い税金だ」と指摘し、消費税よりも二酸化炭素の排出量に応じて課税する「環境税」のほうが税収につながるという見方を示している。
明治大学国際総合研究所フェローの岡部直明は「ヨーロッパでは、多くの国で環境税が導入されており、年金財源に充てられている」と指摘している。
岩田規久男は「環境税による税収増は、財政再建のための消費税増税の必要性を低下させる」と指摘している。岩田は「環境税は、使途を特定する理由がなく、一般財源として使える。所得税・消費税の減税財源として使える」と指摘している。

#### インボイス制度の導入
高橋洋一は、インボイスを導入していないために3兆円程度の税収漏れが発生しているとして、同制度を導入すべきと提言している。高橋は、インボイス方式の導入が所得捕捉の向上にも寄与し、消費税収の向上につながると述べている。
一方で、中央大学大学院法務研究科教授で元財務官僚の森信茂樹はこの3兆円という金額は誤った計算方式による算出であるとの指摘をしている。森信は、インボイス方式の導入が所得捕捉の向上にも寄与するという「インボイス神話」は、仕入税額控除制度の在り方に関する冷静な議論を誤らせるものであり、問題であると指摘している。

#### 徴税システムの改革
田中秀臣は「税の徴収漏れ・社会保険料の徴収漏れなど、官僚のシステムが機能していないところがある。納税者番号制度などの導入によって、数兆円の税収の改善が図れる」と指摘している。
高橋洋一は、税理論として不公平の是正・歳入庁の創設が先であり、また政治姿勢として無駄の削減・行財政改革・国有財産の売却・霞が関埋蔵金の発掘が先であると指摘している。高橋は「歳入庁・納税者番号を導入すれば、消費税増税が必要なくなるほど税収は上がる」と指摘している。

### 国際社会・国債への影響
消費税増税を行わなかった場合の国債市場のマイナスの影響を政治家や政府関係者は危惧している。
2013年8月30日午前、麻生太郎財務相は閣議後会見で「消費増税をしなかった場合、日本は財政再建をする気はないと取られて、株を一斉に売り浴びせられ、国債が下がることも考えられる」と述べている。
黒田東彦日本銀行総裁は「法律で一度決めたことをやめて違うことをやるとなれば、どういう影響が市場に及ぶか予測しがたいし、変更した内容を100%実行すると市場が信認するかはわからない」と述べている。
消費税増税が市場に安心を与えるとする意見がある。
2013年10月1日、安倍首相は、首相官邸で記者会見し、2014年4月から消費税率を8%に引き上げる決定を発表している。岩井克人は「重要な点は、消費増税によって財政規律に対する信頼を回復させ、長期金利を抑制することである。実際、消費増税の実施が決定的となった2013年9月には、長期金利は低下している」と指摘している。
伊藤元重は「もし日本の公的債務が将来膨れ上がっていくと考えれば、市場で日本の国債は売り浴びせられる。そうなっていないのは、政府の財政規律が働いており、日本の財政運営が破綻することはないと市場が信じているからである。財政再建で最も重要なのは、市場の信頼を損なわないことである。財政健全化に向けて努力する姿勢を持ち続けることで、市場に安心感を与えるのである。たとえば、消費税を10%に引き上げる法案だが、景気悪化を理由に消費税引き上げを先送りするようなことにでもなれば、日本の財政再建の姿勢はその信頼性を大きく損ねることになりかねない」と述べている。
「（消費税）増税しないと投資家が日本国債を失望売りするため金利が高騰し、日本国債の暴落を招く」という議論について、高橋洋一は「小泉政権は増税しないと言って何か問題が起きたのか。増税しないと言ったが経済成長したので、どの政権よりも財政再建ができた。財政の信認は経済成長がキモで、増税ではない」と指摘している。
エコノミストの山崎元は「消費税率の引き上げを見送った場合に、格付け会社が日本国債の格付けを引き下げて国債が暴落するとの声を聞く。金融監督レベルで国債のリスクが変わらなければ、高利回りの日本国債は、金融機関・機関投資家にとっては相変わらず魅力的な運用対象であり、インフレ率から大幅に上方乖離した利回り水準は継続しないだろう。また、国内資本の格付け会社は日本国債の格付けを高く据え置くだろう。加えて、消費税率の引き上げを見送った場合、景気の拡大で税収が回復する公算が大きい。総合的に見て、国債暴落を防ぐために消費税率引き上げはやむを得ないという意見の説得力は乏しい」と指摘している。
中原伸之は「『消費増税しないと国債が暴落する』『国際公約だ』など議論が定型化・類型化されている。消費税を政治ゲームにしてはいけないし、国際公約などに拘束されることはなく、最後は国益が優先される」と指摘している。
小幡績は「『日本国債のリスクが高まるのであれば、消費税引き上げ延期は避けるべきである』というのがもっとも誠実な議論である。『海外投資家が売り浴びせるから、消費税を上げるべき』という議論は、脅しのように聞こえるから悪いのではなく、将来の投資家行動を予言できると考えている点で誤りであり、同時に政策哲学・政策立案側の戦略として『負け』の戦略である」「『投資家の失望につながる』という理由で消費増税を行なうことは、投資家の行動を恐れて政府が自分の行動を変えることであり迎合である。市場では迎合したほうが必ず負ける。そして、いったん投資家に主導権を握られれば、政府は永遠に投資家の言いなりになってしまう」と述べている。
経済評論家・経済学者である植草一秀は「日本政府が2010年欧州ソブリン危機に便乗して、日本の財政危機キャンペーンを実施している」と主張している。植草は、「累積債務1000兆円に短期債務が含まれている」「中央政府だけで簿価ベースで647兆円もの資産を保有している」「日本の経常収支が巨額の黒字を計上し続けている」という三つの点を挙げ、「日本の財政がPIIGS諸国同様の危機に瀕しているというのは大きな間違い」「財務省の天下り利権を切らずに消費税増税を実現してしまおうと邪な考えに基づく大増税政策が景気回復の好機を吹き飛ばしてしまう」と主張している。

#### 消費増税と国際公約
消費増税について「国際公約だから実行すべき」「先送りすれば日本の信認が失われる」といった議論がある。2013年7月23日、麻生太郎は閣議後の記者会見で、2014年4月に予定されている消費税率引き上げについて「国際公約に近いものになっているから、変えるというのは大変な影響を受ける」と述べている。
G7、G20などの国際会議では、その場で新たな約束を各国間で行うのでなく、既に各国で決められている内容を披露する場であり、先進国では政府の権能は国会の議決の範囲内であるため、国際会議で国会の意向を無視して勝手に国として約束することはできないというのが基本である。高橋洋一は「『国際公約』とは、国内で決まったことを一方的に国際会議の場で宣言することである。国際会議において各国ともに『国際公約』として一方的な宣言をするが、仮に国内法によってそれが変更されても、各国ともに変更した国を非難することはない。消費増税して経済成長率が下がったり、落ち込みを防ごうと無茶な財政支出を行って財政が悪化したら、そのときこそ日本の信認は失われることになる」と指摘している。
片岡剛士は「国際公約といった指摘は、消費税が内国税であり他国が干渉できない国内問題であることに留意すべきである。国際公約違反といった批判は詭弁である」と指摘している。
経済学者の本田悦朗は「（日本の）財政再建は国際公約だと言われるが、国際的には条約や、コミュニケといった国際的約束以外には拘束されない。だから、国際公約だから予定通り消費税増税をやらないといけないという嘘で国民を騙してはいけない」と指摘している。

### 福祉財源
消費税率引き上げにより福祉財源を賄うという方針は、自民党からに再三にわたって示されてきた。民主党政権においても、菅直人総理は、自民の方針に近い考えを表明している。
伊藤元重は「一定率の消費税を国民皆が負担すれば、富む者も貧しい者も、同等の権利として教育や社会保障のサービスを受けられる。これが社会保障政策や教育政策による国民のあいだの再配分政策である。それを維持するためには、安定的に税収を確保できる消費税が好ましい」と述べている。エコノミストの西沢和彦は「（社会保障の財源を）全国一律にあらゆる世代から集められる消費税でまかなうのは妥当である」と述べている。
反論もある。若田部昌澄は「消費税は薄く広くとる性質があるため、負担は広範に薄くなっているのに、社会保障は限られた人たちに行く。負担と給付のバランスが崩れている」「社会保障が大事だから、消費税を増税するという考え方は短絡的であり、社会保障の財源の話と、消費税の話は分けて考えるべきである。財源が必要であるなら、景気に悪影響を与えないようなやり方もある。人々の所得・雇用が減ってしまうと、貧困者層には大きな打撃を与える。それでは増税の意味がない」と指摘している。
鈴木亘は「（社会保障の）不安解消どころか、消費税増税が仇となって社会保障費ばらまきの道を開いてしまう。増収のたびに支出を追加するなら消費税は将来30%を超えてしまう」「国民は負担が増すことに不安を持っているのではなく、どこまで将来負担が増えるのか、どこまで（社会保障の）給付が削減されるのかが解らないのが最大の不安なのである。まずは情報をオープンにして、財政状況を正直に話した上で、負担を求めるのが筋だ」と指摘している。竹中平蔵は、このまま消費増税案にのれば、日本は「低福祉・重税国家」となると主張している。

#### 社会保障目的税
消費税を社会保障目的税とする政府の意向に反論がある。
高橋洋一は「消費税を上げるロジックとして、社会保障にくっつける発想には無理があり、社会保障を人質にして消費税を増税するための屁理屈にすぎない。本来の消費税は一般財源が普通で、社会保障などの特定財源にしている国はほとんどない」「消費税を社会保障目的税にするのは、先進国ではまず例を見ない奇妙なものだ。消費税を社会保障目的税化して国のサービスに固定すると地方分権ができにくくなる」と指摘している。
森永卓郎は「社会保障財源を保険料から、税金に（完全に）切り替えたら会社の負担が無くなる」「庶民は収入の80%を消費に回しているのに対して、金持ちは20%しか消費していない。社会保険料は収入にかかるのに対して、消費税は消費にかかる。消費税が10%になった場合、庶民の支払う消費税は、80%×10%で収入の8%となるが、金持ちが支払う消費税は、20%×10%で収入の2%でよい、つまり、社会保障財源を消費税に移すだけで、金持ちの負担は4分の1になる。（社会保障財源を保険料から、税金に完全に切り替え）企業負担が無くなれば、8分の1となる」と指摘している。
片岡剛士は「消費税増税は低所得者に対して厳しく、弱者を救う目的の一つである社会保障制度の財源にはそぐわない」と指摘している。また片岡は「消費税は社会保障制度を維持するための安定財源ではない。2013年度の社会保障給付費は総額で110兆円であるが、毎年増加を続けており、消費税率を5%から10%に引き上げても、毎年社会保障給付費は3-4兆円増えるため、数年後には再び赤字額が拡大する。研究者の試算によると、将来の社会保障制度維持するために必要な消費税率は30-40%程度と言われている。社会保障制度を維持するために消費税を利用するのであれば、毎年消費税率を引き上げる必要があり現実的ではない」と指摘している。
飯田泰之は「そもそも社会保障費の方が消費税収よりも多いため、目的税にはしようがない」と指摘している。
原田泰は「税と社会保障の一体改革の議論は、増税すればこれまでの福祉を続けられるという筋道になっているが、超高齢社会ではそうはならないことを認識しなければならない。増税されれば、その増税分は現在の高齢者に分配され、将来の高齢者には分配されない。それならば何もしない方がマシである。現実的な消費税増税幅と社会保障支出のカット率を考えなくてはならない」と指摘した。

#### 年金の財政
年金の財源として消費税を主張する意見がある。
岩田規久男は「基礎的年金財源を目的消費税に置き換えれば、現役世代は基礎的年金保険料を支払わずに済むようになるが、受給世代である高齢者の消費税負担が増える。基礎的年金目的消費税の導入は、世代間の不公平を是正し、将来世代の負担を和らげ、年金の持続的可能性を高める。低所得者の税負担を高めるという議論については、『給付付き税額控除制』の導入によって解決できる」と指摘している。
反論もある。飯田泰之は「（野田内閣）政権の財政運営は、目先の年金財政における歳入欠陥を埋めるために増税し、今後も財源不足になったら増税するという半永久的な「繰り返し増税」を基本としている」と指摘している。
森永卓郎は「年金給付の財源に税金を充てることには賛成である。ただし消費税以外に方法はある。例えば所得税の最高税率の引き上げ、法人税の引き上げ、金融資産に課税するなど代替策はいくらでもある。せめて公平に課税した税金を財源に充てるべきであって、所得の低い者に厳しい消費税を上げるべきではない」と指摘している。

#### 税率の試算
「日本の消費税率5%は、国際的にみて低すぎる」「福祉先進国のスウェーデンの5分の1、欧州各国の4分の1」との指摘がある。しかし、国税収入に占める消費税収入の割合をみると、スウェーデンは約22%と日本と同程度である。これは、日本の消費税が医療や福祉などの一部非課税項目を除けば網羅的に課税されているのに対し、欧州各国の付加価値税は、医療・教育から住宅取得・不動産・金融など幅広い非課税項目があることと、食料品や医薬品などの生活必需品は軽減税率をとっているためである。
エコノミストの鈴木準は「物価が上がった時に年金の水準を据え置くなどの限られた給付抑制策だけでは、2030年代に消費税を25%程度まで引き上げたとしても、税収で政策的経費を賄えない。公的な皆保険や皆年金を最低限にして民間の保険・サービスの利用が広がれば、民間の伸びで成長率を維持することができ、消費税は20%程度で抑えられるかもしれない」と述べている。
原田泰は「財政赤字を増税によって賄おうという議論はいいが、増税分を社会保障に回すとの考えは根本的に間違っている。社会保障給付費の対名目GDP比を見ると、1970年は4.6%だったものが、2010年は24.6%までに上昇した。2060年には53.5%までに達する。消費税1%はGDPの0.5%の税収に相当する。そうなると社会保障給付費は現状から28.9%まで上昇するためそれを0.5%で割ると57.8%となる。現在（2012年）の消費税率が5%に57.8%を上乗せした62.8%が、2060年時点の消費税率という計算が成り立つ。このような増税が可能だとは思えない。つまり、現在の社会保障を維持するために必要なお金を、増税のみで賄うのは不可能である。あまりにも高税率になると経済効率が低下する上、税金を納めるのがバカらしくなり、節税と脱税行為が横行する。結果税率をあまりに引き上げると、逆に税収が減ることになる。高齢者1人あたりの社会保障支出を減らさざるを得ない」「高齢化はこれまで以上のペースで進んでいくことを考慮しなければならない。高齢化がほぼピークになる2050年に必要な消費税増税を15%、現行（2011年）の消費税と合わせて20%とあらかじめ決定し、その範囲内での財政支出しか行わず、消費税増税を順次行っていくべきだ」と指摘している。
総合研究開発機構主任研究員の島澤論は「2011年時点で社会保障費の支出は約108兆円で2030年には226兆円になると予想されている。消費増税だけで赤字を解消しようとすると、2030年の消費税は37-41%程度になる」と指摘している。

### 法人税引き下げ目的
森永卓郎は「消費税を上げることで、法人税率引き下げ・研究開発投資支援拡充のための資金を確保したいのだろう。給料が上がらずに苦しんでいる庶民から金を取り上げて、大企業に所得移転をするわけである」と述べている。

### 日本経済団体連合会の主張
- 日本経済団体連合会は、「消費税法改正法の成立は、持続可能な社会保障制度の確立、財政の健全化に向けた一歩」と高く評価すると同時に、法定実効税率の約25%まで引き下げとその後の更なる減税や、消費税率引き上げまでに自動車取得税と自動車重量税を廃止することや、10%までは単一税率とし低所得者に対しては10%の段階で給付付き税額控除を検討する、所得税の最高税率の引き上げは慎重に検討、相続税は国民の合意を得ながら必要な見直し。贈与税は経済活性化のため負担軽減等を提言している[262]。
- 2014年10月20日、経団連の榊原定征会長は、2015年10月に予定される消費税率10%への引き上げについて「議論があるが引き上げは必要だ」と述べ、増税先送り論を牽制した[263]。榊原会長は、2015年10月に予定される消費税の10%への再増税について「国家的な課題として、再引き上げは避けて通ることはできない」「日本のためには絶対に必要である」と述べている[264]。

### マスメディアの主張
- 2012年日本新聞協会は「現状（税率5%）以上の税率引き上げは、民主主義体制の維持と発展に果たしてきた新聞の役割と公共性を損なう」として、新聞の税率引き上げに反対している[265]。新聞には軽減税率を適用するよう求める大会決議を採択している[266][267]。
- 朝日新聞は社説で、「所得税や法人税収にくらべ消費税収は安定しているため、福祉の財源に適しているともいわれている」ことを根拠に挙げ「国債がこれ以上増えないようにするのは難事業であり負担増は避けられない」「それはやはり消費税を中心にせざるを得ない」と主張している[268]。
- 南日本新聞は社説で、消費税が10%に上がると年収300万円4人家族の場合、10万6700円の年間負担増になるとの試算結果を挙げ、「所得税と比べると、所得の少ない人にも同じ税率がかかるため、低所得者ほど相対的に負担が重くなる。この「逆進性」の問題を解決することが何より重要だ」と主張している[269]。
- ジャーナリスの横山渉は「新聞社は『自分たちだけは税金を安くしろ』と言っているわけである」「各社は新聞を軽減税率の対象にすべき理由として『活字文化の存続』や『知る権利』などを挙げているが、今や新聞社だけが情報取得手段の担い手ではない。インターネットの普及で、情報は多様化している。また、速報性でもネットメディアは力を発揮している。新聞が軽減税率の対象になるとすれば、それは新聞社の既得権以外の何ものでもない」と述べている[270]。

## 消費税率8%および10%への引き上げ
2013年8月から、2014年4月に消費税増税を行うかどうかの決定に関する経済財政諮問会議が開かれた。消費税増税反対派は宍戸駿太郎など少数であった。日本の経済学者の多くは増税に賛成した。例えば伊藤隆敏は、1997年の消費税増税ではアジア金融危機などがその後の景気低迷の原因であったとし、予定どおり消費税率を8%に引き上げることに賛成した。土居丈朗や吉川洋も消費税率引き上げに賛成した。
そして、2013年10月1日に首相の安倍晋三は消費税率の8%への引き上げを表明した。この消費税増税が日本経済に再度のダメージを与えるのではないかと懸念されている。その増税の影響についてはエコノミストらの間で議論が継続している。
8%への増税後、景気は悪化した。2014年10月現在、一時的な消費低迷なのか、景気後退へ突入したのか判断が分かれている。

### 消費税率8%への引き上げに関する集中点検会合での意見一覧
2013年8月26日より、経済財政諮問会議で消費税率8%への引き上げに関する集中点検会合が行われた。その際の有識者の賛否は以下の通り。
|          | 氏名       | 所属                                         | 理由・意見                                                                   |
| -------- | ---------- | -------------------------------------------- | ---------------------------------------------------------------------------- |
| 増税賛成 | 土居丈朗   | 慶應義塾大学経済学部                         | 勤労世代に過重な負担を求めない財源が消費税                                   |
| 増税賛成 | 伊藤隆敏   | 東京大学大学院経済学研究科                   | 消費税増税による景気落ち込みは軽微                                           |
| 増税賛成 | 古市憲寿   | 東京大学大学院                               | 海外からアベノミクスとセットで増税が認識されている                           |
| 増税賛成 | 吉川洋     | 東京大学大学院経済学研究科                   | 成長戦略が信頼されなくなるので、1%ずつ上げるのも不可                         |
| 増税賛成 | 中空麻奈   | BNPパリバ証券                                | 社会保障・税一体改革の一環                                                   |
| 増税賛成 | 西岡純子   | アール・ビー・エス証券                       | 増税自体は個人消費を抑圧する要因にはならない                                 |
| 増税賛成 | 高田創     | みずほ総合研究所                             | 財政規律は「市場への愛」                                                     |
| 増税賛成 | 武田洋子   | 三菱総合研究所                               | 補正予算などのカンフル剤でGDPを押し上げるべきではない                        |
| 増税賛成 | 菅野雅明   | JPモルガン証券                               | 優先順位は「潜在成長率の押し上げ」＞「財政健全化」＞「2%インフレターゲット」 |
| 増税賛成 | 熊谷亮丸   | 大和総研                                     | 一定の景気下支え策を講じた上で、予定通り増税すべき                           |
| 増税賛成 | 植田和男   | 東京大学大学院経済学研究科                   | 消費税25%でも不十分                                                          |
| 増税賛成 | 加藤淳子   | 東京大学大学院法学政治学研究科               | 増税回避の理由として、経済があげられるのは初めてではない                     |
| 増税賛成 | 井伊雅子   | 一橋大学国際・公共政策大学院                 | 増税は中長期的に大きなプラス                                                 |
| 増税賛成 | 宮本太郎   | 中央大学法学部                               | 成長戦略としての「税と社会保障の一体改革」であり、経済成長につながる         |
| 増税賛成 | 永井良三   | 自治医科大学                                 | 財政問題、世代間の公平性の観点から賛成                                       |
| 増税賛成 | 清家篤     | 社会保障制度改革国民会議                     | 消費税の増収が段階的に生じる期間内に一体的に社会保障改革すべき               |
| 増税賛成 | 増田寛也   | 東京大学公共政策大学院                       | 社会保障の充実に必要な財源の確保                                             |
| 増税賛成 | 古川康     | 佐賀県知事                                   | ツケの先送りの政治に終止符を打つ                                             |
| 増税賛成 | 林文子     | 横浜市長                                     | 国と地方の財政健全化は消費マインドを改善                                     |
| 増税賛成 | 岡﨑誠也   | 高知市長                                     | 国民健康保険の持続的運営が可能な財源の確保                                   |
| 増税賛成 | 立谷秀清   | 福島県相馬市長                               | 社会保障費負担の公平性と、将来の財源不足懸念                                 |
| 増税賛成 | 谷正明     | 全国地方銀行協会                             | 個人消費、設備投資、住宅投資が堅調                                           |
| 増税賛成 | 岡本圀衞   | 経済同友会                                   | 日本銀行見通しで2014年度は1.3%成長                                           |
| 増税賛成 | 坂井信也   | 日本民営鉄道協会                             | 運賃への転嫁については、政府の方針に従う                                     |
| 増税賛成 | 鶴田欣也   | 全国中小企業団体中央会                       | 経済の再生と表裏一体                                                         |
| 増税賛成 | 豊田章男   | 日本自動車工業会                             | 自動車にかかる各種税金の廃止を要望                                           |
| 増税賛成 | 米倉弘昌   | 日本経済団体連合会                           | 日本政府の国際的信用を保つためにも増税をためらうべきではない                 |
| 増税賛成 | 岩沙弘道   | 不動産協会                                   | ローン減税の大幅な拡充や給付措置等の施策があり、落ち込みは限定的             |
| 増税賛成 | 古賀伸明   | 日本労働組合総連合会                         | 三党合意された議員定数の削減をやるべき                                       |
| 増税賛成 | 青柳剛     | 群馬県建設業協会                             | 「中長期的な展望」があれば若い人に魅力のある産業になる                       |
| 増税賛成 | 岸宏       | 全国漁業協同組合連合会                       | 漁業者の手取りへのしわ寄せを防ぐ転嫁対策を要望                               |
| 増税賛成 | 西田陽一   | おんせん県観光誘致協議会                     | 税抜き表示を恒久化してほしい                                                 |
| 増税賛成 | 萬歳章     | 全国農業協同組合中央会                       | 一部の大規模小売店で消費税引上げに際して価格据え置きの動き                   |
| 増税賛成 | 樋口武男   | 住宅生産団体連合会                           | 住宅ローン減税の拡充等と新たな給付措置がされたので賛成                       |
| 増税賛成 | 青山理恵子 | 日本消費生活アドバイザー・コンサルタント協会 | 与野党合意で出来た法案。決められない政治は困る                               |
| 増税賛成 | 奥山千鶴   | 子育てひろば全国連絡協議会                   | 子育て支援の充実のため                                                       |
| 増税賛成 | 馬袋秀男   | 全国介護事業者協議会                         | 平成27年度介護報酬改定への影響を回避                                         |
| 増税賛成 | 稲野和利   | 日本証券業協会                               | 財務省と安倍晋三首相の協力関係が崩れる                                       |
| 増税賛成 | 石黒生子   | UAゼンセン                                   | 社会保障の充実に使うという前提で、予定通りの税率引き上げに賛成               |
| 増税賛成 | 横倉義武   | 日本医師会                                   | 医療機関の消費税負担の問題の解決の先送りは好ましくない                       |
| 増税賛成 | 岡村正     | 日本商工会議所                               | 1%ずつ引き上げは、対応するための事務量が膨大                                 |
| 増税賛成 | 國部毅     | 全国銀行協会                                 | 計画通り引き上げることが大事                                                 |
| 増税賛成 | 吉川萬里子 | 全国消費生活相談員協会                       | 増税する場合は、社会保障制度のしっかりとした構築が必要                       |
| 増税賛成 | 小室淑恵   | 株式会社ワーク・ライフバランス               | 長時間労働させる企業が損をする仕組みを要望                                   |
| 増税賛成 | 小松万希子 | 小松ばね工業株式会社                         | 一時的な痛みを伴うことを覚悟で賛成                                           |
| 増税慎重 | 片岡剛士   | 三菱UFJリサーチ&コンサルティング             | 多くの調査機関の成長率予想は「ゲタ」であり、実勢はマイナス成長               |
| 増税慎重 | 宍戸駿太郎 | 筑波大学                                     | 完全雇用達成まで延期                                                         |
| 増税慎重 | 岩田一政   | 日本経済研究センター                         | 3%引き上げを実施すると2015年10月の2%消費税率引き上げは困難                   |
| 増税慎重 | 浜田宏一   | イェール大学                                 | IMFやOECDには財務省や日銀の出向者が多い                                      |
| 増税慎重 | 本田悦朗   | 静岡県立大学                                 | 財政赤字の最大の原因は、デフレによる名目GDPの下落                            |
| 増税慎重 | 工藤啓     | ｢育て上げ｣ネット                             | 若者の無業者への就労支援を                                                   |
| 増税慎重 | 永濱利廣   | 第一生命経済研究所                           | 小刻み引き上げor予定通り+景気対策が望ましい                                  |
| 増税慎重 | 白川浩道   | クレディ・スイス証券                         | 大幅増税はデフレ脱却確率を低下させる                                         |
| 増税慎重 | 大久保朝江 | 杜の伝言板ゆるる                             | 1年先送り                                                                    |
| 増税慎重 | 広田和子   | 精神医療サバイバー                           | 絶対反対                                                                     |
| 増税慎重 | 山根香織   | 主婦連合会                                   | 増税自体に反対                                                               |
| 増税慎重 | 石澤義文   | 全国商工会連合会                             | 2回目の増税は耐えられない可能性                                              |
| その他   | 阿部眞一   | 岩村田本町商店街                             | 一気に5%上げてほしい                                                         |
| その他   | 清水信次   | 日本チェーンストア協会                       | 一気に5%上げてほしい                                                         |
| その他   | 白石興二郎 | 読売新聞グループ                             | 新聞に高い公共性、5%の軽減税率を                                             |

### 消費税率8%への引き上げ後の景気への影響に関する議論
日本銀行政策委員会審議委員である佐藤健裕は、2014年4月に消費税が増税されても一時的に消費は落ち込むが6月から9月にかけて景気は回復し始めると述べた。けれども消費税増税によって物価動向の観測は難しくなるとし、日銀は物価の動向を数カ月注視していくとしている。佐藤は、1997年に比べて2014年現在の日本経済は消費税増税に十分耐えられるほど堅固であり、消費税率を8%に上げても1997年の再来はないと主張し、増税で景気が落ち込んでも追加の金融緩和を講じる必要はないと示唆した。
ポール・クルーグマンは、デフレのために依然として実質金利が高止まりしており、日本経済がデフレを脱し健全な経済成長をするまでは消費税の増税をするべきではないとの見解を示している。もし脆弱な景気回復の中で消費増税を行えば、一時期の回復が自滅的な結果に終わってしまう可能性があることが懸念される。財政規律という名目で、回復傾向にある日本経済を不況に逆戻りさせることは愚かなことだとクルーグマンは論じる。
ローレンス・サマーズは、2013年における日本のデフレからの脱却路線が永続的かそれとも一時的なものかは不明瞭だと述べた。2014年4月の消費税増税は日本政府による緊縮財政であり、これの悪影響を打ち消すだけの消費拡大の策を打たない限りは、この増税は日本にとって大きなリスクになるとサマーズは説く。サマーズは2014年3月にアブダビで開かれた会合で、2014年4月の消費税増税による悪影響が予想以上のものになるのではないかとの懸念を示し、また、増税後の景気回復の見込みについても過大評価されているのではないかと述べた。
ジョセフ・E・スティグリッツは、5%から8%への消費税増税が1997年の再現になるのではないかと危惧する。日本経済は依然として脆弱であり、早すぎる増税によって経済成長が損なわれてしまうリスクがある。第2次安倍内閣は2.4%の法人税減税などトリクルダウン理論によって消費税増税の負のインパクトを緩和するつもりだが、仮にそれを米国や英国で行ったとしても高所得者のおこぼれが低所得者にしたたりおちることはなく、現実には大企業はそれを自分たちのボーナスとするだけであるとスティグリッツは述べる。
日本政府は増税と同時に5兆円規模の景気対策を行い増税の悪影響を緩和するつもりであるが、みんなの党の浅尾慶一郎は増税が日本経済にダメージを与えることがわかっているなら、何故わざわざ増税をするのかわからないと述べる。

### 消費税率10%への引き上げに関する議論
- 2014年10月31日、9月の家計調査で全世帯の実質消費支出が対前年比で5.6％減となり[293]、同日に日本銀行は追加量的緩和に踏み切った。日銀総裁の黒田東彦は「日本経済はデフレ脱却に向けて正念場にある。」と述べた[294]。ブルームバーグは、日本銀行出身の馬場直彦[295]、熊野英生や日銀審議委員に推挙されたことのある河野龍太郎などの話として「消費税増を最終判断するときの支援」「年金積立金管理運用独立行政法人（GPIF）の新資産構成との連携」との見方を伝えた[296]。
- 11月6日、ポール・クルーグマンが首相の安倍と会談し増税の延期を進言[297]。
- 首相の安倍晋三は11月13日、消費税再増税の先送りと、衆議院を解散する方針を決定[298]。
- 11月14日、民主党はこれまでの方針を転換し増税先送りを容認する方針を固めた[299][300]。これに関して、官房長官の菅義偉は「驚きましたですよね。予算（委員会）の色々な議論を見た上で、『えーっ！』って感じ。これに尽きます」と述べた[301]
- 11月14日、ローレンス・サマーズが「消費税増税の先送りを決定することを歓迎する」と語った。[302]
- 増税先送り決定後に官邸と財務省の間で、景気弾力条項と呼ばれる附則18条をめぐるさや当てが始まり、首相側近の一人は「景気弾力条項がなければ、未曽有の大不況でも増税しなければならなくなる」と反発した[303][304]。
- 2019年2月、ジム・ロジャーズは、秋に控えた消費増税について、「債務の拡大が進む中では間違った方法で、むしろ歳出をカットすべきだ」と強調した。ロジャーズは2018年秋、日本株は手ばしたと言う[305]。
- 2019年7月、ステファニー・ケルトンは、10月に予定される消費税率10%への引き上げについて「適切な政策ではない」と批判した[306]。

### 消費税率15%への引き上げに関する議論
- 1996年、竹下登が「消費税15%を考える必要がある」と発表。「税率二五%の北欧三国は、「年とってからのための貯金です」という気持ちが支えだったが、ちょっと限界にきているのではないか。そうなると、ECの一五%ぐらいも一つの考え方ではある。」としていた[307]。
- 2005年8月、民主党の年金政策として、橘木俊詔著の『消費税15%による年金改革』（東洋経済新報社）が提示された[308]。
- 2010年8月、IMFは日本の財政に不安があるとして、消費税１５％を注文[309]。
- 2012年12月7日、民主党の津村啓介が「消費税は2020年までに15%にするべき」と発表[310]。
- 2018年、関西経済連合会は、消費税を「将来的には、１５％超への引き上げも視野に入れる必要がある」と検討を求めた[311]。
- 2018年11月、野田毅は、「20%が上限だと思う。」と述べた[312]。
- 2019年11月11日、経団連が消費税率の10%超への引き上げを巡り「有力な選択肢の一つとし、国民的な議論を喚起する必要がある」との提言をまとめた。  とされており、経団連が消費税の10%を超える政策提言を始める[313]。」
- 2019年11月25日、IMFは、「日本経済について分析した2019年の報告書を公表した。医療や介護などで増える社会保障費を賄うため、2030年までに消費税率を15%に上げる必要がある」と再び強調した[314]。
- 同年、安倍晋三は、「『次は１５％』と言う人がたくさんいるが、そういうことを言うだけで人々の消費意欲とか投資意欲が損なわれてしまって、経済に黒雲がかかる。非常に残念」と話した[315]。

#### 点検会合
2014年10月27日、日本経済新聞は税率再引き上げに関して意見を聞く点検会合のメンバーを報じ、取材によると約40人のメンバー中で数人が増税に反対であるとした。10月29日に選抜メンバー42人が正式に発表され、日本経済新聞の事前報道に加えて、昨年の会合で2014年度はゼロ成長になると主張していた片岡剛士 などが入った。財政制度等審議会会長の吉川洋 や日本銀行出身の武田洋子、西岡純子
なども前回に続いて選抜メンバーに入った。日本銀行副総裁である岩田規久男はインフレターゲット達成に懐疑的な民間識者を「足し算エコノミスト」と批判している が、今回点検会合のメンバーに選ばれた吉川は「物価は足し算だ」と日本経済新聞のインタビューで述べ、貨幣数量説を否定した。
2014年11月4日から始まった消費税に関する点検会合には、45人が参加した。初日の点検会合で増税に反対した荻上チキは、財務省内で新たな広報が始まっていて、これまでの経済団体などに加えて「発信力の高い個人や、大学、NPO、地方の経済団体」に対象を広げ、バイラル・マーケティングが行なわれていると指摘している。この会合 にはNPO関係者3人+地方関係者5人（首長が4人）が参加しているが、8人中6人が増税に賛成した。NPO関係者の中では、インクルいわて理事長の山屋理恵が、被災地や低所得者への影響が大きいとして反対。三鷹市長の清原慶子は態度表明しなかった。また女性エコノミストが3人、女性学者が2人参加しているが、増税賛成率は100％だった。NPO関係者でかつ学者である大日向雅美は増税に賛成した。内閣官房参与の浜田宏一や片岡剛士は増税に反対した。11月17日、内閣府は7-9月期実質GDPを発表し、前期比‐0.4％、年率‐1.6％（ロイター予想+2.1％）となり、「驚くほど低い」数字となった。消費税率引き上げ後の4-6月期に続いてさらに悪化したことになる。「個人消費」は、東日本大震災の時を超える大幅な落ち込みだった4-6月期からわずか0.4%しか回復しておらず、「住宅投資」は4-6月期から-6.7%だった。「驚くほど低い」 GDPが発表された17日の消費税再増税のための点検会合では、日本銀行出身の西岡純子が「財政再建先送りで良いことはない」と増税に賛成 するなど賛成派が6人で、増税に反対したのは片岡剛士と若田部昌澄の2人だけだった。参与の本田悦朗は、もはや増税の議論をしている場合ではなく、経済対策に集中すべき時だと語った。

#### メディアの論調
- 朝日新聞は、社説で増税支持を表明した上で「再増税を最終判断する安倍政権は、自民党内でも『1強』と呼ばれる基盤を誇ってきた。その政権が増税を先送りするようでは、増税それ自体が困難になりかねない。」と主張した[334]。
- ロイターの田巻一彦らは「ハードル引き下げ論」があると主張し7-9月期のGDPが年率+2％程度なら増税を行うとした[335]
- 日本経済新聞は「消費税率は予定通り10％に上げる環境にあるとの指摘が多い」と述べ、夏の天候不順によって消費増税後の個人消費が弱くなっていると主張した[336]。これについて高橋洋一は、結論ありきの試算で天候が消費に与えた影響はほとんどないと批判した[337]。

#### 世論調査
- 2014年10月26日、日本経済新聞の世論調査で消費税率の10％への引き上げについて70％が反対していることが分かった[338]。
- 朝日新聞の世論調査によると消費税を「引き上げられる状況だ」との回答が16％にとどまった[339]。NHKの世論調査でも、増税に賛成する人は20％となった[340]。
- 福島民報によると、女性では増税の「賛成」がわずか9.5％で、反対理由は家計の厳しさだった[341]。

## 日本の国会に議席を有する政党の消費税への姿勢

### 現存政党

#### 自由民主党
党内には上げ潮派と増税派が混在するが、2012年以前においては消費税導入や引き上げは全て自民党政権の下で行われてきた。2009年の総選挙においては、麻生首相は、消費増税の前に景気対策や国会議員の定数削減など歳出の削減を行うと表明しつつも、その後で税率を上げることは避けられないとする主張であった。この選挙において、自民党は、消費税を4年間上げないと明確に公約した鳩山代表が率いる民主党に、歴史的大敗を喫することとなった。野党となった自民党の谷垣執行部のもとでは、税率10%への引き上げを党議決定している。2012年6月、消費税増税法案を民主党ならびに公明党と合同で提出。消費税増税法案は、衆議院で採決を行い賛成多数で可決された。

#### 公明党
2009年の総選挙時にはマニフェストにおいて消費税率引き上げを示唆している。翌年の参議院選挙ではトーンダウンして財政再建目的での増税には反対を表明し、社会保障のあるべき姿を先に議論すべきとしていた。2012年6月、消費税増税法案を民主党ならびに自民党と合同で提出。消費税増税法案は、衆議院で採決を行い賛成多数で可決された。
公明党代表山口那津男は、8%への消費税増税に合わせて復興増税の法人税上乗せ部分を終了させることでの税収総額確保に係る批判を行っている。
2014年8月26日、山口代表は、消費税率10%への引き上げは、予定通り2015年10月に実施すべきだとの認識を示した。
2014年9月23日、山口代表は2015年10月の消費税率10%への引き上げについて「消極的な選択をしたときの色々なリスクも考えておくべきだ」と述べ、先送りに否定的な考えを示した。
2014年10月31日、公明党の上田勇経済再生調査会長は、消費税率10%への引き上げについて、「来年10月は厳しいのではないか。景気が腰折れしてしまえば元も子もない。慎重に判断すべきである」との考えを示した。

#### 立憲民主党
野田佳彦、枝野幸男など財政規律派と、江田憲司ら減税派が党内対立している状況にあり、民主党時代から続く消費税問題は鬼門・トラウマとされる。2025年の参院選公約において減税派の主張していた食料品の消費税ゼロを公約とした。

#### 国民民主党
2025年の参院選公約において、実質賃金が持続的にプラスになるまでの間、消費税率を一律5％に引き下げるとした。

#### 日本維新の会
党の維新八策で、消費税の地方税化（と地方間財政調整制度）を基本方針に掲げている。

#### 日本共産党
基本的に公共事業費や防衛費を削減することや大企業や大資産家への増税による財政再建を主張しており、一貫して反消費税の立場をとる。

#### れいわ新選組
2019年7月の参院選において、「消費税の廃止」を主張。財源として「法人税への累進制導入」及び「新規国債の発行」による財源確保を訴えている。

#### 参政党
2025年の参院選公約において段階的に消費税の廃止を進めるとした。

#### 社会民主党
導入された「日本社会党」時は消費税そのものに反対し、消費税廃止法案まで提出するほどであった。「社会民主党」改称後の自社さ連立政権時代には一転して消費税引き上げを容認。連立を解消し、再び消費税率引き上げが行われるムードになると増税反対を表明し、共産党に歩調を合わせて直接税の増税を主張している。

### 過去の政党

#### 民主党
結党当初は、新進党が提出した増税中止法案に反対していた。岡田代表時代は、年金目的消費税を主張していたが、小沢一郎が代表に就任してからは、これを凍結。2007年の参議院選挙では、消費税引き上げを否定していた。鳩山代表が就任後の2009年の総選挙では、無駄を省けば歳出を大幅に減らせるとして、4年間は消費税率を引き上げないと公約していた。しかし、鳩山内閣において歳出の削減は進まず、鳩山の突然の辞任後に成立した菅内閣では一転して消費税引き上げを示唆することとなった。次の野田内閣では、野田首相が財政規律を重視し消費税率引き上げを表明した。民主党内には、小沢派など消費増税反対派が半数を占めていたため、党内採決をとらず前原政調会長がとりまとめを一任するという形で議論を打ち切ったことで党内の溝が深まった。
2012年6月、消費税増税法案を自民党、公明党と合同で提出し、党議拘束をかけて衆議院で採決を行い可決された。この動きに対して、党内の最大派閥である小沢派などが造反した。
2014年11月14日、民主党は幹部による会合で、消費税再増税の凍結を容認する方針で一致させた。

#### 新党改革
2010年の参議院選挙において2020年頃には複数税率などの条件付きで税率を10%以上にせざるを得ないとしているが、代表の舛添氏は社会保障の切り込みが不十分であるとして野田内閣の増税路線には批判的である。

#### 次世代の党
2014年7月7日、石原慎太郎は、2015年10月に予定している消費税率の10%への引き上げは「やらないといけない」と強調している。

### 年譜
- 1988年（昭和63年）12月 - 消費税法が成立。1989年（平成元年）4月1日より税率3%で施行される。
- 1989年（平成元年）
  - 6月に竹下首相が退陣し、宇野宗佑が後任の首相となったが、7月の第15回参議院議員通常選挙で消費税廃止を公約した日本社会党が躍進し自民党は大敗。宇野首相も退陣に追い込まれる。
  - 12月 - 野党が過半数を占めていた参議院において消費税廃止法案が可決されるが、衆議院では与党が多数を占めていたため廃案となる。
- 1990年（平成2年） - 第39回衆議院議員総選挙で自民党を含む全政党が食料品などへの非課税を公約。選挙の結果、社会党が議席を伸ばすも自民党が多数を維持。その後家賃など一部のものが非課税になるも、食料品への非課税という公約は果たされなかった。
- 1994年（平成6年）
  - 2月3日 - 細川首相（日本新党）が深夜の記者会見において、消費税3%を廃止して税率7%の国民福祉税を導入すると発表（国民福祉税構想）。しかし、事前の根回しを全くしていなかったため連立していた社会党、民社党、新党さきがけや世論の反発を受け翌日撤回。
  - 6月 - 非自民非共産連立政権は崩壊し、日本社会党を首班とする村山内閣（自民党と新党さきがけが連立）が発足。同年9月この政権は1997年（平成9年）4月から消費税率を5%に引き上げることを決定し同年11月に法案を可決・成立させる。翌年の第17回参議院議員通常選挙で日本社会党は大敗北。
- 1996年（平成8年）
  - 1月 - 村山首相が退陣し橋本龍太郎自民党総裁が自社さ連立政権を継承。橋本首相は9月に衆議院を解散。野党第一党の新進党は20世紀中は消費税率を3%に据え置くことを公約したものの、党の公約と候補者の公約にねじれがあったことを自民党に突かれるなどの影響で新進党が後退し、自民党が大幅に躍進する。
  - 6月25日 - 橋本内閣は「1997年4月1日から消費税を5%に引上げる」ことを閣議決定。
- 1997年（平成9年）4月1日 - 消費税税率が5%に引き上げ。消費税引き上げに伴う消費の落ち込みや、同年夏のアジア通貨危機、秋には不良債権問題を要因として大手金融機関が相次いで破綻した影響で、バブル崩壊後緩やかに回復基調にあった景気が腰折れする。結果、増税による増収効はその年だけに留まり、財政はかえって悪化した。
- 1998年（平成10年）の第18回参議院議員通常選挙では、日本共産党は消費税率を3%に戻すことを公約。選挙の結果野党第一党の民主党及び共産党が大幅に議席を伸ばし、一方で景気対策が二転三転した自民党は議席を激減させ参議院の過半数を割り込む。橋本首相は敗北の責任をとって退陣。その後日本共産党や自由連合により消費税減税法案が提出されるが、成立はしなかった。一方与党自民党は、小渕内閣により所得税や法人税を減税するも、景気対策という名目で大型予算を組むなどしたため財政再建はますます困難となった。
- 2003年（平成15年）の自由民主党総裁選挙において小泉純一郎首相は「任期である3年間は消費税率の引き上げを行わず無駄な税金の使い方を正していく」と公約し再選された。公約通り増税はされなかったものの財政再建は達成できなかったとされる。
- 民主党及び民主党代表就任直後の岡田克也は、2004年（平成16年）の第20回参議院議員通常選挙で「消費税を8%に上げる」と公約。その参議院選挙では辛勝したが、翌年の第44回衆議院議員総選挙（郵政選挙）で小泉劇場の前に民主党は大敗した。その後、2007年（平成19年）の第21回参議院議員通常選挙では小沢一郎代表のもと「消費税率の据え置き」に方針を変更し、同年の参議院選挙では大勝した。
- 2006年自民総裁選で、谷垣禎一財務相は「2010年代には消費税を10%にする」「社会保障目的税化」と表明した。同選挙で当選した安倍晋三官房長官（当時）は消費税議論に関しては明言を避けていた。
- 2007年（平成19年）、テレビ番組に出演した 安倍首相は「消費税を上げないと言ったことはない」「税制の抜本改革は近いうちに信を問うことになっている（=国民に審判を仰ぐ）」と税率を上げる可能性があることを示唆した。直後には、「出来るだけ上げないように努力する」と発言している。
- 同年10月、内閣府直属の経済財政諮問会議が「財政を黒字化した上で医療・介護給付の水準を維持するためには2025年度に約14-31兆円分の増税が必要となり、消費税でまかなうなら11-17%まで税率を引き上げる必要がある」と現行と比べて最大12パーセント消費税率を引き上げる可能性がある試算を公表した。
- 2008年（平成20年）10月30日、麻生太郎首相は消費税率について、「大胆な行政改革を行った後、経済状況を見た上で」と断った上で、「3年後に消費税の引き上げをお願いしたい」と述べた。また、2009年（平成21年）2月3日には衆院予算委員会で、生活必需品などに配慮する複数税率についても言及。
- 2009年（平成21年）の第45回衆議院議員総選挙では、自民党は「景気回復後に消費税引き上げ」と公約、一方、民主党の鳩山由紀夫代表は「4年間は引き上げず、議論もしない」と公約した。選挙の結果民主党が圧勝し、自民党は大敗して下野した。
- 2010年（平成22年）6月18日、就任間もない菅直人首相は民主党本部に主要閣僚を呼び、福祉財源獲得のために消費税を、谷垣総裁率いる自民党が2010年（平成22年）の第22回参議院議員通常選挙で公約したのと同じ10%まで引き上げる案を提示。同時に年収400万以下であれば納税額を全額還付する方式や食料品に低めの税率（軽減税率）を設定するなど低所得者への配慮を盛り込むことを主張した。また鳩山前首相の「4年間は引き上げない」といった公約を撤回し、最速の場合は2012年（平成24年）の秋にも増税を実施するとした。これに対し日本総研は社会保障の機能を強化するためには10%では足りないとの試算している[357]。
- 消費税を導入した直後に行われた1989年（平成元年）の参議院選挙で宇野内閣を構成する自民党が、5%増税後に行われた1998年（平成10年）参議院選挙で橋本内閣を構成する自民党が、10%増税論議となった2010年参議院選挙では菅内閣を構成する民主党、国民新党がいずれも惨敗している。このように、消費税率の引き上げ問題は近年では（1989年以降参議院では政権与党が単独で過半数を維持していないため）ねじれ現象を起こし政治空洞化の遠因となっている。
- 2011年（平成23年）
  - 1月
    - 内閣改造を行う。菅首相は2011年（平成23年）半ばまでに消費税引き上げ問題に関する結論を出すと表明している。また、たちあがれ日本を離党した増税論者である与謝野馨を閣僚に登用するなど増税路線を明確にした。
    - 菅総理は、社会保障と税制の一体改革について「6月までに成案を得る」と表明で説明。「消費税（率）引き上げを実施するときには国民の審判を仰ぐと従来言っており、その方針に変更ない」と述べた。

  - 6月30日、政府・与党は「2010年代半ばまでに段階的に消費税率を10%まで引き上げる」ことを決定[358]。国民新党は会議で反対したが打ち切られ[359]、同じく反対した与党会派の新党日本は議事録がとられなかったとしている[360]。また内閣府は同年5月、逆進性対策としての食料品への軽減税率適用は「他の手段による対応に比べ、効果が小さいという見方が一般的」だとして、否定的な見方を示した[361]。
  - 9月19日、野田佳彦総理は消費税増税は社会保障の財源確保のために行うべきであり、東日本大震災の復興財源を確保するための臨時増税からは除外する考えを示した[362]。また同年6月の菅内閣による増税案について民主党は、2013年10月に7-8%、2015年度中に10%とする案を軸に検討し政府の合意を得る方針[363]。同総理はフランス・カンヌで始まったG20首脳会議の場で（2011年11月3日午後、日本時間同日夜）、「2010年代半ばまでに段階的に消費税率を10%まで引き上げる」と表明し、関連法案を2011年度内に提出すると明言した[364]。
  - 12月30日、民主党税制調査会は社会保障と税の一体改革に伴う消費税率の引き上げについて、当初原案（2013年10月に8%、2015年4月に10%）で示した増税時期を半年先延長させ、「2014年4月に8%、2015年10月に10%とする」ことで決着。党として一体改革の税制部分の素案が決定した[365]。
- 2012年（平成24年）
  - 2月17日、政府が消費増税を柱とした税と社会保障の一体改革の素案を大綱として閣議決定した[366]。
  - 3月30日午前、政府は消費税率引き上げ関連法案を閣議決定した[367]。
  - 6月15日夜、民主党・自民党・公明党は消費税増税を柱とする社会保障と税の一体改革関連法案の修正で合意した。社会保障制度改革は事実上先送りされた[368][369]。
  - 6月21日、民主党・自民党・公明党の幹事長が会談を行い、先に実務者間の協議によって合意に至った項目について、あらためて誠実に実行することが確認され、三党合意が成立した[370]。
  - 6月26日、消費税増税を柱とする社会保障と税の一体改革関連法案が衆議院本会議で採決され、民主党・国民新党・自民党・公明党の賛成多数で可決された。なお、民主党から57名の反対、16名の棄権・欠席者が出た。
  - 7月19日、消費増税法案を巡る参議院の審議で、安住淳財務相は新聞の社説を根拠に消費増税の必要性を訴えた[371]。
  - 8月10日、同法案が参議院本会議で採決され、民主党・国民新党・自民党・公明党の賛成多数で可決・成立した[372]。なお、民主党からは数名の反対・欠席者、自民党及び公明党からは数名の棄権・欠席者が出た[373]。
  - 8月22日、同法が公布された（平成24年法律第68号）。
- 2013年（平成25年）
  - 1月4日、安倍晋三首相は、年頭記者会見での質問に対して、「消費税の引き上げの実施については、4-6月の経済指標を含め、経済状況を総合的に勘案して判断をしていく」と述べた[374]。
  - 4月19日、麻生太郎財務相は、ワシントンで開かれたG20財務相・中央銀行総裁会議の記者会見で「予定通り消費税を引き上げる決意を説明した」と述べ、消費税増税を国際社会に公約し財政再建をアピールした[375]。
  - 8月8日、8月23日、消費税率引上げに係る経済状況等の総合的勘案の参考とするため、幅広く国民各層の有識者・専門家を招いて集中的に意見を伺うべく、「今後の経済財政動向等についての集中点検会合」を同年8月26日から同月31日まで総理大臣官邸で開催することとされた[376][377]。なお、有識者・専門家には、学者やエコノミスト、首長ら計59人が選定されたが、後日、横倉義武日本医師会会長が追加された。
  - 8月28日、甘利明経済財政・再生相は消費増税の影響を巡る集中点検会合後の記者会見で、消費増税賛成の意見が多くなっていることについて「なるべくバランス良く（賛成派と反対派の）人を入れようと相談したが、人選をしていく中で反対派の対象者が少ないことは実感した」と述べた[378]。
  - 8月31日
    - 政府の「集中点検会合」は最終日の議論を終え、7回に及んだ会合で計60人の有識者が意見表明、予定通り増税を容認したのは7割超の44人で、増税時期の先延ばしや税率上げ幅の変更などの見直し案は11人、増税反対は3人で、2人は賛否を明確にしなかった[274][379]。
    - 自民党の石破茂幹事長は、消費増税について、「引き上げは党として決定している」と述べた[380]。

  - 9月3日
    - 安倍首相は、甘利明経済財政・再生相から「集中点検会合」の報告を受け、消費増税について、「判断は10月上旬にする」と表明し、10月1日に日本銀行が発表する全国企業短期経済観測調査（日銀短観）を「最後の経済指標として確認したい」述べた[381]。なお、10月1日には、日銀短観の他、完全失業率、有効求人倍率、家計調査、毎月勤労統計調査（賃金の動向）の8月分結果も公表され、同日までに主要な経済指標の最新結果が出そろう。
    - 自民党の高市早苗政調会長と野田毅税制調査会長は、国会内で会談し、消費増税に関する党内ヒアリングを9月9日に実施することで一致、政府から消費増税の影響を検証する集中点検会合の報告を受け、出席者から意見を聞き取るが消費増税はすでに党議決定済みとして意見集約はしない方針を示している[382]。

  - 9月8日、安倍首相は、2020年夏季五輪・パラリンピックの東京開催決定が消費増税の判断に与える影響について、「直接、関係はない」と述べた[383]。さらに、（消費増税は）経済情勢を見極めてこの秋に判断していくという方針に変わりはないと示した[384]。
  - 9月12日
    - 朝日新聞[385]、読売新聞[386]、共同通信[387]、時事通信[388]、中日新聞[389]、東京新聞[390]、夕刊フジ[391] などは、安倍首相が消費税率を予定通り2014年4月に8%に引き上げる意向を固めたと報じた。
    - 菅義偉官房長官は記者会見で、安倍首相が消費税率を予定通り2014年4月に8%に引き上げる意向を固めた、との一部報道に関して「首相が決断したという事実はない」と述べた[392][393][394]。
    - ロイター通信は、政府が2014年4月に消費税率を8%へ予定通りに引き上げる方針を固めたと報じた[395]。

  - 9月13日、毎日新聞・スポーツニッポンは、安倍首相が2014年4月に消費税率を8%に法律通り引き上げる方針を固めたと報じた[396][397]。
  - 9月16日、読売新聞は、安倍首相が消費税率を2014年4月から予定通り8%に引き上げる意向を固めたと報じた[398]。
  - 9月18日、産経新聞は、安倍首相が消費税率について、2014年4月に8%に引き上げることを決断したと報じた[399]。
  - 9月20日
    - フジテレビは、安倍首相が消費税率を2014年4月に8%に引き上げる意向を固めたと報じた[400]。同日、朝日新聞は安倍首相が消費税を2014年4月に8%に引き上げることを決断した報じた[401]。
    - 菅官房長官は記者会見で、2014年4月からの消費税率引き上げを安倍首相が決断した、との報道について「総理ご自身がもう決断したということは私はまったく聞いていない」と述べた[402]。

  - 9月21日、NHKは、安倍首相が消費税率を2014年4月から8%に引き上げることを10月1日に表明する見通しとなったと報じた[403]。
  - 9月22日、時事通信は、安倍首相が10月1日に8%への引き上げを正式表明する方針と報じた[404]。
  - 9月23日、読売新聞は、安倍首相が10月1日に消費税率を8%へ引き上げることを発表する方針と報じた[405]。
  - 9月24日、安倍首相は「消費税を引き上げるかどうか決めていない」と同行記者団に語った[406]。
  - 9月25日、時事通信は、安倍首相が消費税率を予定通り、2014年4月に8%へ引き上げる方針について、10月1日午後6時から記者会見をして正式に表明すると報じた[407]。
  - 9月30日
    - 産経新聞は、安倍首相が10月1日夕に記者会見を行い、消費税率を2014年（平成26年）4月から8%に引き上げることを表明すると報じた[408]。
    - 共同通信は、政府が「消費税率を2014年4月1日に8%へ引き上げることを確認する」と消費税増税に関する閣議決定案に明記したとし、安倍首相は10月1日夕に記者会見し、増税方針を説明すると報じた[409]。

  - 10月1日午後、安倍首相は、官邸で開かれた政府与党政策懇談会で、2014年4月に消費税率を8%に引き上げると表明し「経済政策パッケージの実行により、消費税率を引き上げたとしても、その影響を緩和することができ、日本経済が再び成長軌道に、早期に回復することが可能と考えている」と述べた[410]。同日、安倍首相は、首相官邸で記者会見し、2014年4月から消費税率を8%に引き上げる決定を発表し「社会保障を安定させ、厳しい財政を再建するために財源の確保は待ったなし」と述べ、増税に理解を求めた[235]。
- 2014年（平成26年）
  - 4月1日、消費税率が8%に増税。
  - 7月22日、麻生副総理兼財務相は、横浜市内での講演で、2015年10月に予定されている消費税率10%引き上げについて「財政再建にはあと2%増税をやらなければならない」と予定通り行うべきだと強調し「（安倍政権は）約束したことを実行することで信任を得ている。将来はよくなるという確信のもとに、国民の信頼を得ている」と述べた[411]。
  - 9月13日、自民党の谷垣禎一幹事長は、消費税率10%への引き上げについて「上げなかった時のリスクは打つ手が難しくなる」と述べ、予定通り実施すべきだとの考えを示した[412]。
  - 11月14日、東京新聞は、安倍晋三首相が2015年10月に予定されていた消費税率の8%から10%への引き上げを延期し、一年半後の2017年4月からとする意向であることが分かったと報道した[413]。
  - 11月18日、安倍晋三首相は記者会見で、消費税再増税の先送りを正式に表明した[414]。
- 2019年（令和元年）
  - 6月11日、消費税の10%引き上げを10月に行う政府方針を発表[415]。
  - 7月21日、第25回参議院議員通常選挙にて消費税増税をかがけた政府与党が過半数を獲得したことを受け麻生財務大臣は予定通り10月増税を行うとした[416]。その一方消費税の廃止を掲げた新興政治団体れいわ新選組が政党要件を獲得した[417]。
- 2020年（令和2年）
  - 2020年度において、消費税21.7兆円、所得税19.5兆円、法人税12.1兆円と、歳入の租税及印紙収入において消費税が最大の歳入になっている[418]。なお、国債発行による歳入である公債金は、新型コロナ対策のための予算確保の都合もあって90.2兆円にまで肥大化し、国債の利払費だけで9兆円にも及んでいる。